# Sněžka
Sněžka (în cehă) sau Śnieżka (în poloneză) (substantiv de gen feminin atât în cehă, cât și în poloneză, care poate fi tradus prin „Albă ca Zăpada”, în germană Schneekoppe, în slovacă Snežka) este un munte de la granița dintre Republica Cehă și Polonia. Vârful său, cu o înălțime de 1.603,3 metri, reprezintă punctul de maximă altitudine din Republica Cehă, din Silezia Inferioară, din Munții Karkonosze și din întregul lanț montan Sudeți. Înainte de 1945, Schneekoppe era cel mai înalt vârf din Prusia. 
Granița de stat dintre Polonia și Republica Cehă trece peste vârful acestuia, iar cel mai înalt punct al muntelui este de fapt situat pe partea poloneză a graniței, la câțiva metri vest de Capela „Sf. Laurențiu” (în poloneză Kaplica świętego Wawrzyńca na Śnieżce). Deoarece vârful Sněžka este situat în Polonia, cel mai înalt vârf al unui munte situat integral în interiorul granițelor Republicii Cehe este Luční hora, cu o înălțime de 1.555 metri.

## Toponimie
În 1546, Georgius Agricola, părintele mineralogiei, a numit muntele Risenberg. În 1871, pluralul Riesengebirge („Munții Uriași”) este menționat pentru prima dată ca denumire germană, încă folosită pentru întregul lanț montan. Un vechi nume polonez pentru munte a fost Góra Olbrzymia, adică „Muntele Uriaș”. Numele original german (în cehă Obří hory, Munții Uriași) a lăsat urme în denumirile actuale din limba cehă Obří důl (Mina Uriașă) și Obří hřeben (Creasta Uriașă). În 1380, cronicarul și parohul ceh Příbík Pulkava a folosit numele de Sněžné hory pentru întregul lanț montan Riesengebirge. În 1561, numele Riesenberg apare pe harta Sileziei a lui Martin Hellwig. Numele german s-a schimbat ulterior în Riesenkoppe („Vârful uriaș”) și în cele din urmă în Schneekoppe („Vârful cu zăpadă”).
Numele Sněžka apare în secolul al XIX-lea, fiind derivat din numele Sněžná („acoperit cu zăpadă”). Primul nume în cehă a fost Pahrbek Sněžný („deal înzăpezit”), apoi Sněžovka, forma actuală Sněžka apărând în 1823. Se mai întâlnesc numele Sněhovka sau traducerea literală din germană Sněhkop. În germană, pe lângă Schneekoppe, a apărut și forma Riessenkoppe.

## Înălțime
Cercetările menite să determine înălțimea reală a Śnieżka au început în anii 1564-1569. În 1936, pe vârf a fost instalată borna geodezică numărul 12, a cărei altitudine de 1.602 metri (mai precis 1.602,02 m) a fost considerată altitudinea vârfului Sněžka până în 2014. Cu toate acestea, la începutul anilor 2013 și 2014, au fost efectuate măsurători geodezice de precizie care au determinat locația și altitudinea celui mai înalt punct de pe vârful Sněžka. Astfel, cel mai înalt punct este situat pe teritoriul polonez, la Capela „Sf. Laurențiu”, la o distanță de aproximativ 3,5 metri de graniță, la altitudinea de 1.603 metri (mai precis 1.603,296 m). Cel mai înalt punct din Republica Cehă este cu aproximativ 10 cm mai jos și se află în apropiere.

## Istoric

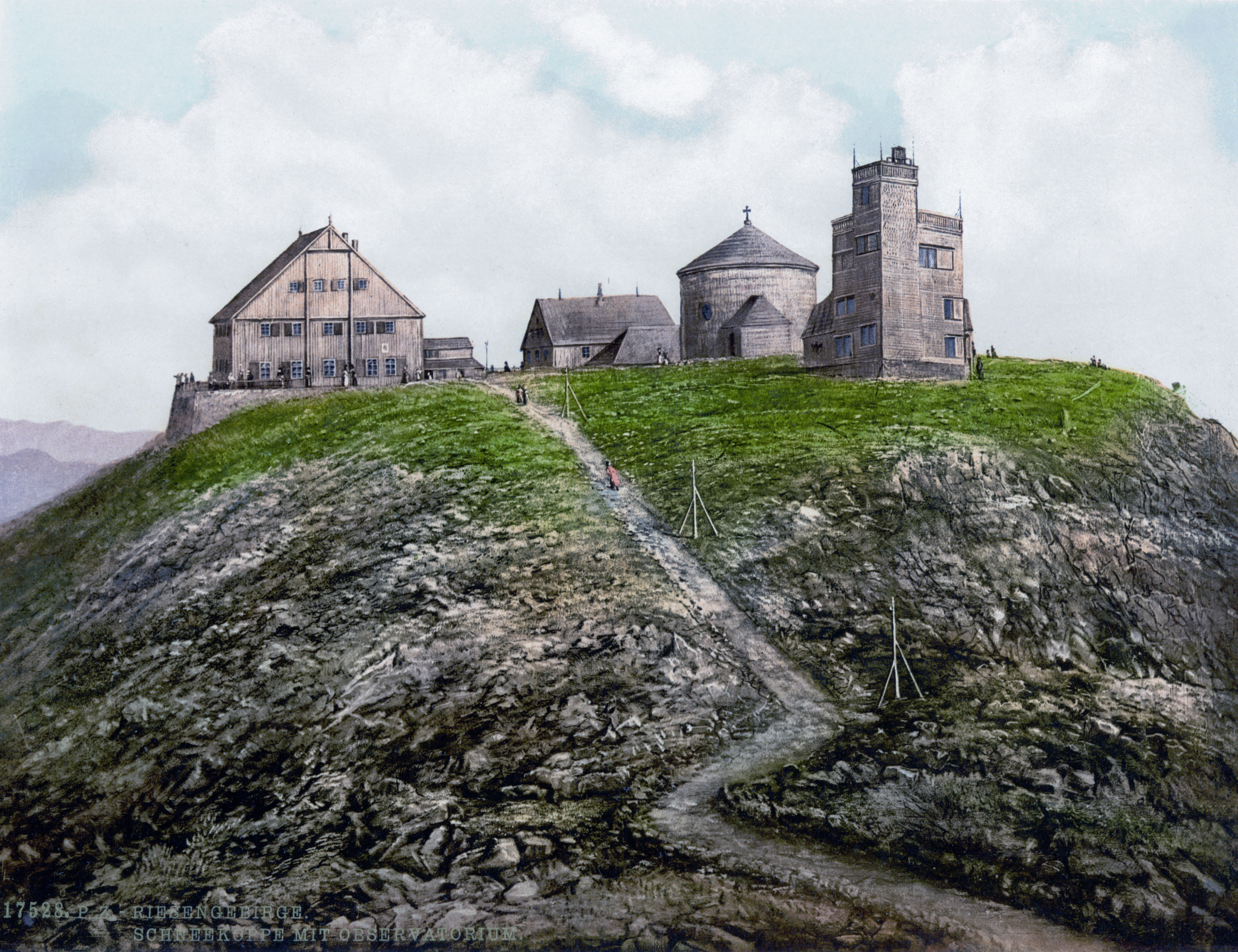
Schneekoppe (în prezent Sněžka/Śnieżka), cel mai înalt vârf din Prusia, în jurul anului 1900. De la stânga la dreapta: refugiul prusac, refugiul ceh, Capela „Sf. Laurențiu” și stația meteorologică prusacă

Sněžka a fost unul dintre primii munți europeni vizitați de numeroși turiști. Acest lucru s-a datorat în principal gradului de dificultate relativ redus al ascensiunii pe munte și faptului că, începând cu secolul al XVI-lea, mulți vizitatori ai fostei stațiuni balneare prusace Bad Warmbrunn (în prezent Cieplice Śląskie-Zdrój, suburbie a orașului Jelenia Góra) puteau admira vârful Schneekoppe (în prezent Sněžka/Śnieżka), cel mai înalt vârf din Prusia, dominând panorama munților Schneekoppe și reprezentând o atracție importantă pentru turiști.
Primele ascensiuni înregistrate pe vârf au fost efectuate la mijlocul secolului al XV-lea. În 1456, un negustor venețian a urcat pe vârf în căutare de pietre prețioase. Capela barocă „Sf. Laurențiu” de pe vârf a fost construită între 1668 și 1681, iar călugării din Warmbrunn țineau acolo slujbe de cinci ori pe an. După secularizarea din 1810, capela a fost transformată în han în 1824. Când acesta nu a mai putut face față fluxului în creștere de turiști și întrucât o primă cabană fusese construită în apropiere, capela a fost restaurată și resfințită în 1850, slujbele având loc anual, în ziua onomastică a patronului, Sfântul Laurențiu. 
Tot în 1850, Friedrich Sommer din Bad Warmbrunn a fondat primul adăpost pe Koppengipfel (Preußische Baude), o cabană cu etaj construită întegral din lemn. Aceasta a fost distrusă de un incendiu în 1857 și de un fulger în 1862, fiind ulterior reconstruită, cu o sală de mese mare la parter și un total de 26 de camere cu peste 100 de paturi. În 1868 a fost construită o cabană și pe partea dinspre Boemia, denumită Böhmische Baude (în cehă Česká bouda), cu o capacitate de 50 de locuri. În 2004 a început demolarea fostului refugiu montan, pe locul său fiind construit un oficiu poștal.
În 1800, Frederic Wilhelm al III-lea al Prusiei și Louise de Mecklenburg-Strelitz au urcat pe munte, iar în 1804, viitorul președinte american John Quincy Adams a publicat un jurnal de călătorie în Silezia, descriind ascensiunea pe Riesenkoppe.
Prima ascensiune de iarnă pe cel mai înalt vârf al Sudeților a avut loc la 17 ianuarie 1806, fiind reușită de către prințul Ferdinand von Ruppersberg din Marburg, după cum este consemnat în cărțile memoriale din Hampelbaude.
În 1872, Friedrich Sommer a reușit să inaugureze pe vârf un oficiu poștal, aflat la cea mai mare altitudine din Prusia, în clădirea de pe partea Sileziei. Acest lucru a fost documentat la 22 mai 1872. În 1875, Friedrich Pohl, un hotelier de succes din Adršpach, a achiziționat cele două clădiri simple de pe munte, pe care le-a transformat în hoteluri de primă clasă, rivalizând cu marile hoteluri și restaurante din Berlin și Dresda, ceea ce a făcut ca turismul să cunoască un boom uriaș și a atras oaspeții din clasele superioare.
Pe 5 iulie 1880, statul prusac a deschis pe vârf o stație meteo, găzduită inițial în clădirea prusacă, înainte de a se putea muta în 1900 într-o clădire nou construită, în formă de turn, inaugurată la 5 iunie 1900. După 1945, stația a devenit proprietatea statului polonez, iar un plan de construire a unui nou observator a fost inițiat în 1949. Construcția a început în 1964 și a fost finalizată în 1969, dar abia în 1976 noul observator a intrat deplin în funcțiune și vechea stație, care nu mai era necesară, a fost demolată.
Refugiul ceh (Česká bouda), construit în 1868, a adăpostit și un barometru din 1886 până în 1900. În 1990, din cauza lipsei de întreținere, refugiul a fost închis, fiind ulterior demolat. Pe locul vechiului adăpost se găsește un nou oficiu poștal, construit între 2005 și 2006 și inaugurat în august 2007 de către președintele Republicii Cehe Václav Klaus.

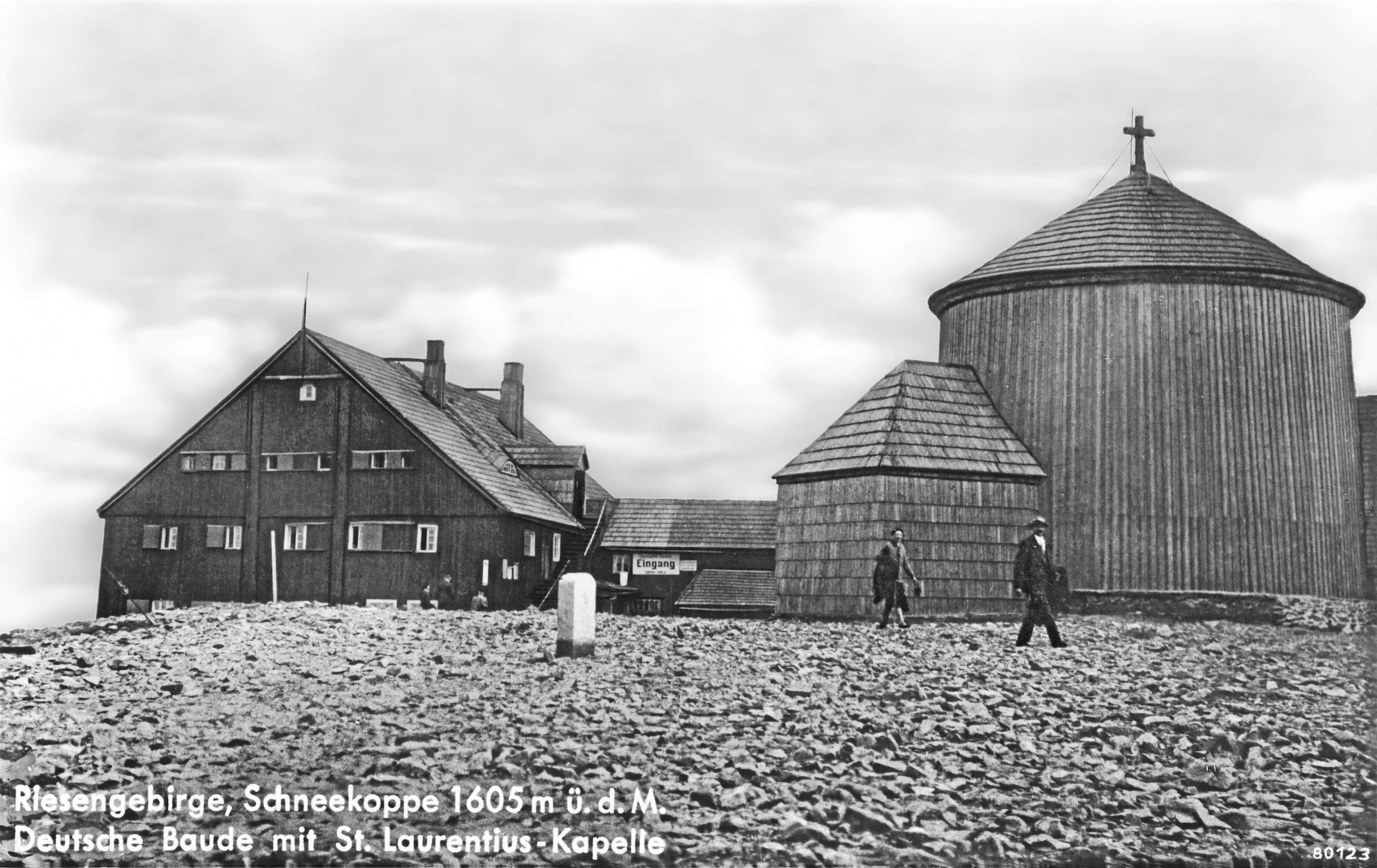
Preußische Baude și Capela „Sf. Laurențiu”, 1938
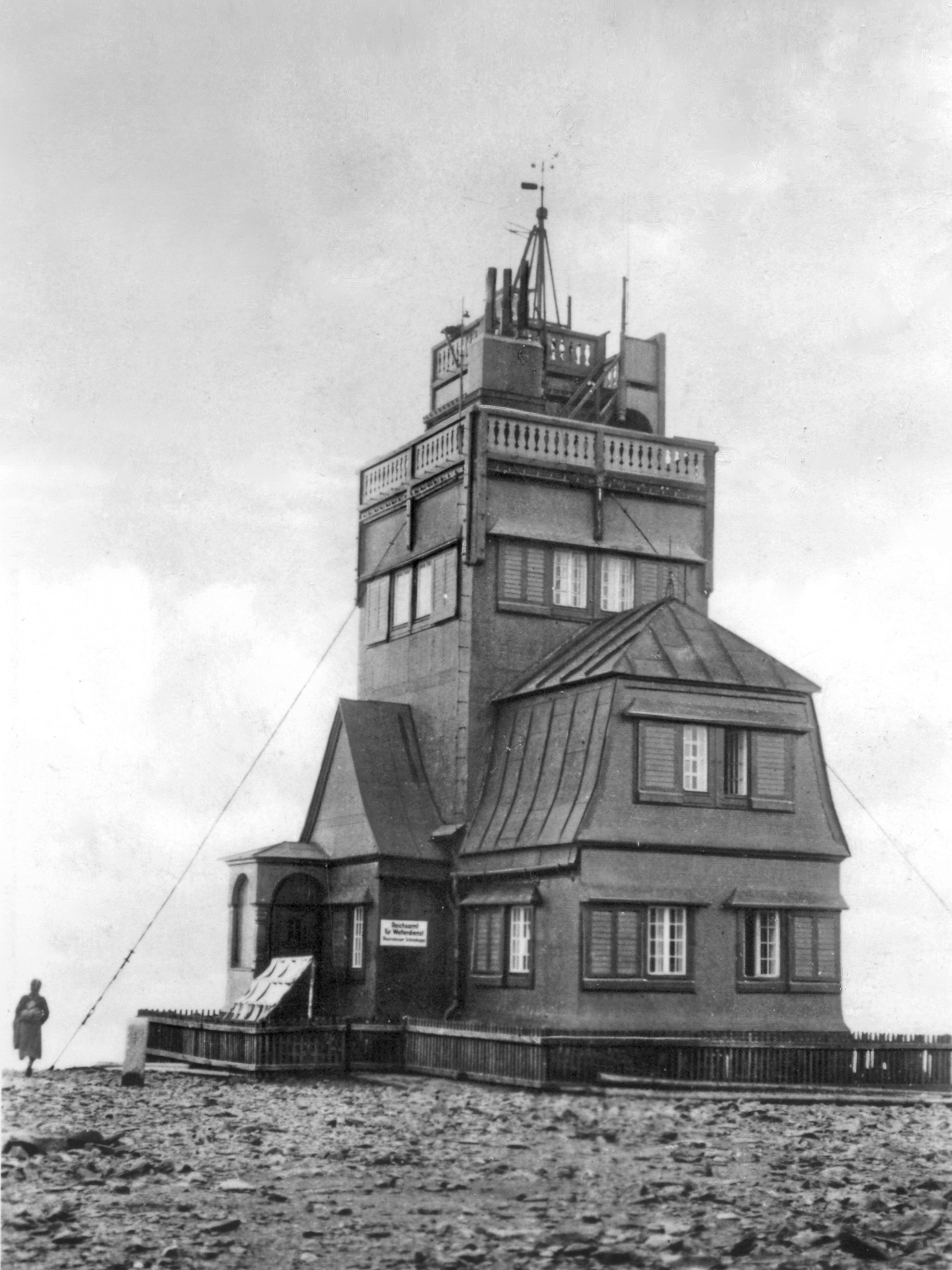
Stația meteorologică prusacă, 1942
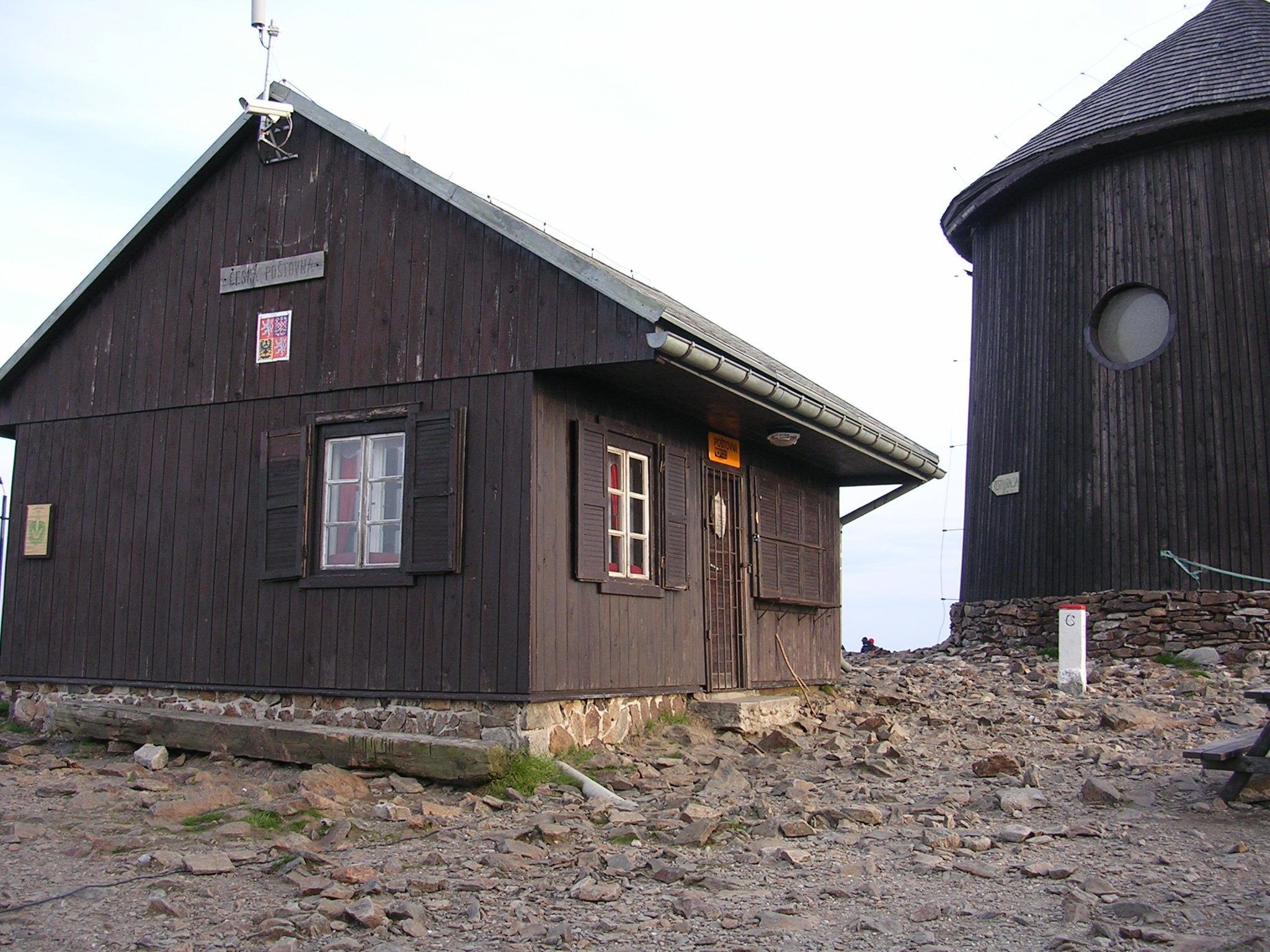
Česká bouda, 2005
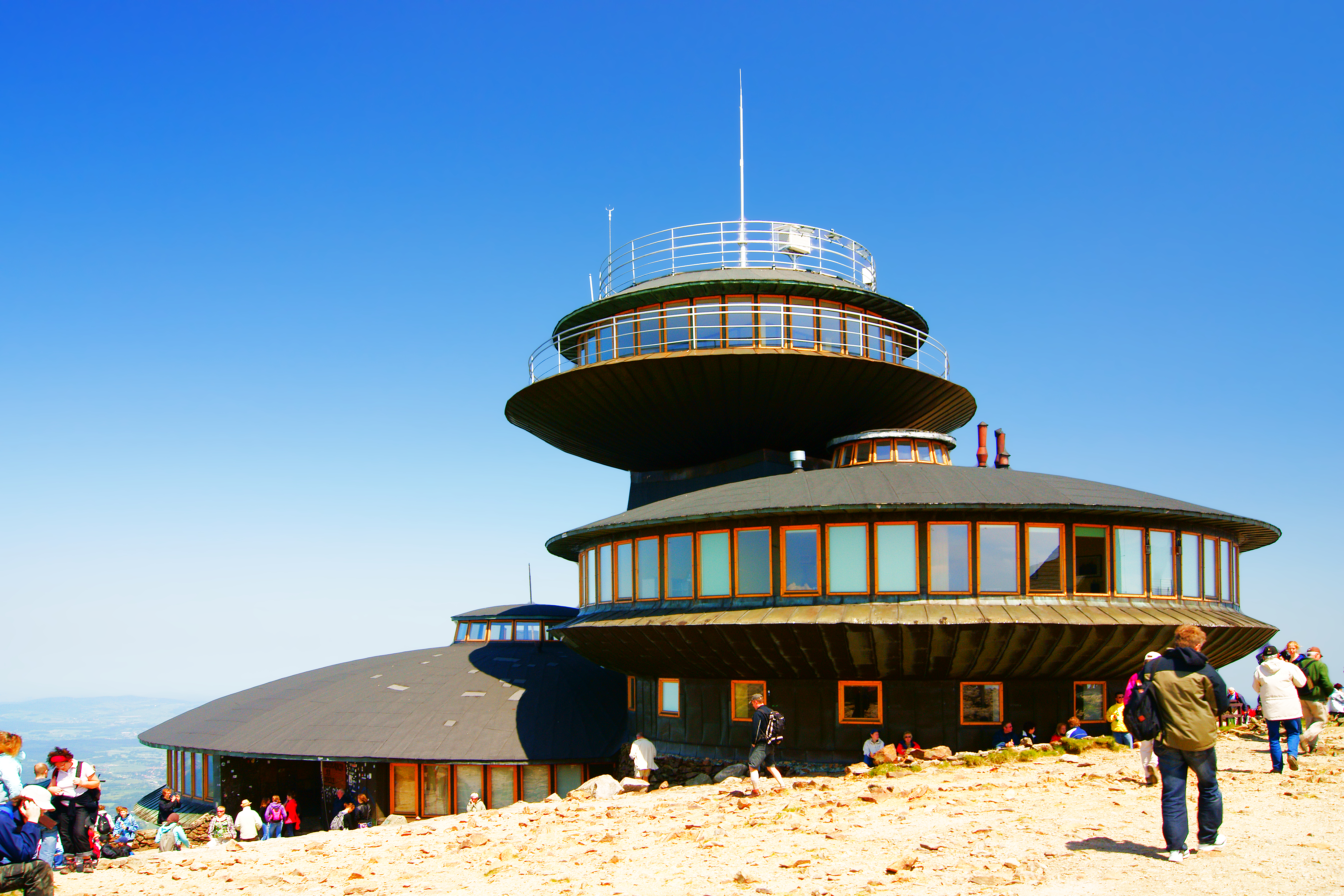
Stația meteorologică și refugiul Sniezka, 2011
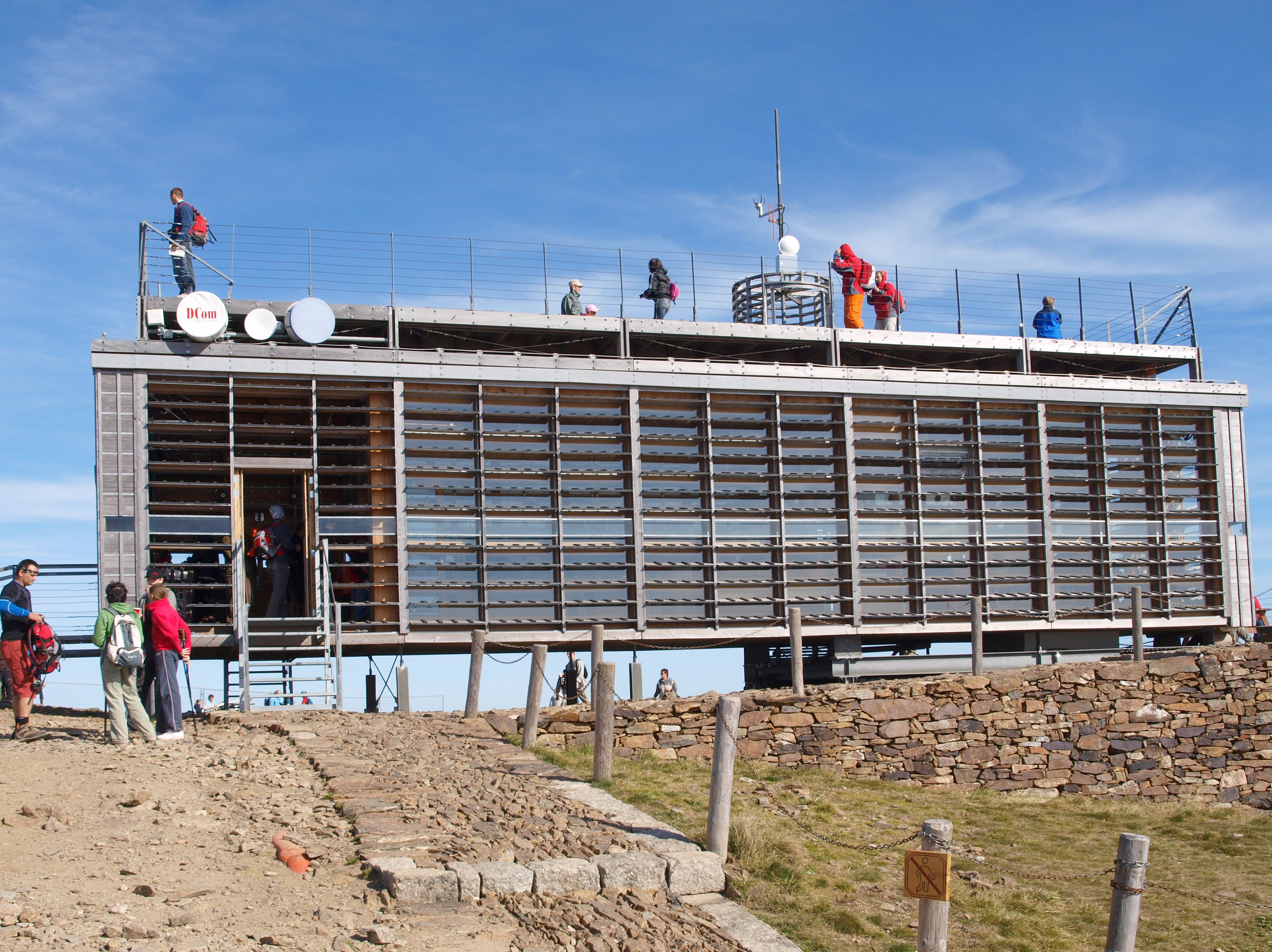
Noul oficiu poștal ceh Sněžka, 2009

## Geografie
Sněžka se află în estul munților Karkonosze, pe creasta principală a acestora, denumită Creasta Sileziei de Est (în cehă Východní Slezský hřbet). La sud de munte se află orașul Pec pod Sněžkou (în germană Petzer) din regiunea cehă Hradec Králové, iar la nord, în voievodatul polonez Silezia Inferioară, se află orașul Karpacz (în germană Krummhübel).
Munții învecinați cu Sněžka de-a lungul graniței ceho-polonă sunt Svorová hora (1.410,6 m, în germană Schwarze Koppe, în poloneză Czarna kopa) în est și Smogornia (1.488,6 m, în germană Mittagsberg, în cehă Stříbrný hřbet) în nord-vest. Spre sud, se desfășoară creasta Růžová hora (1.393,1 m, în germană Rosenberg), iar în nord-nord-vest se întinde pintenul polonez Kopa (1.377,4 m, în germană Kleine Koppe).
La sud de Sněžka curge râul Úpa, care străbate platoul Sněžka (în poloneză Równia pod Śnieżką, în cehă Rovina pod Sněžkou, în germană Koppenplan) la vest de munte, trece prin comuna Pec pod Sněžkou și se varsă în râul Elba. Spre nord curge râul Łomnica, care străbate același platou, curge prin Karpacz și se varsă în râul Bóbr (în germană Bober).
Vârful în sine se caracterizează printr-o formă relativ rotunjită, cu pante largi, înclinate ușor și uniform, care delimitează circuri glaciare și văi, atât pe partea poloneză — valea Łomniczki (în poloneză Kocioł Łomniczki), cât și pe partea cehă — valea Jelení (în cehă Jelení důl) spre sud-est, carstul Úpská jáma și valea Obří (în cehă Obří důl). Pante blânde coboară spre vest, creând vârfurile munților Karkonosze care se întind pe creasta Sileziei, în timp ce Creasta Neagră (în cehă Czarny Grzbiet) se întinde spre est până la Pasul Bufniței (în cehă Sowiej Przełęczy, 1.164 m).

### Sistem anemo-orografic
Curenții atmosferici care se ridică prin văile râurilor Mumlava și Elba Albă sau a pârâului Dolský își măresc viteza, datorită profilurilor îngustate ale văilor, chiar și atunci când parcurg platourile Elbei, luncile Pančavská, Bílá și Čertova, apoi coboară spre baza circurilor glaciare din vecinătate. De milenii, acești curenți locali își păstrează direcția, influențând astfel în mod fundamental distribuția ploilor și ninsorilor și formarea avalanșelor. Traseele de avalanșă sunt despădurite, expuse luminii solare, vântului și umidității provenită din câmpurile de zăpadă și gheață adiacente. Cu toate acestea, vântul transportă și semințe de plante, animale mici și particule de sol din locații apropiate sau mai îndepărtate. La baza circurilor glaciare se formează astfel un fel de „haldă biologică de gunoi”, constituită din natura cea mai diversă a întregului lanț montan. În literatura de specialitate, fenomenul este cunoscut sub termenul de sistem anemo-orografic, acesta fiind descoperit și descris în detaliu chiar în aceste zone din munții Karkonosze de către profesorul ceh Jan Jeník. Teoria sistemelor anemo-orografice explică interacțiunea forțelor naturale (vânt, zăpadă, avalanșe și ghețari antici) care determină distribuția naturii vii pe versanții expuși curenților de aer din munți și crearea condițiilor responsabile, printre altele, de bogăția unică a florei și faunei.

## Geologie

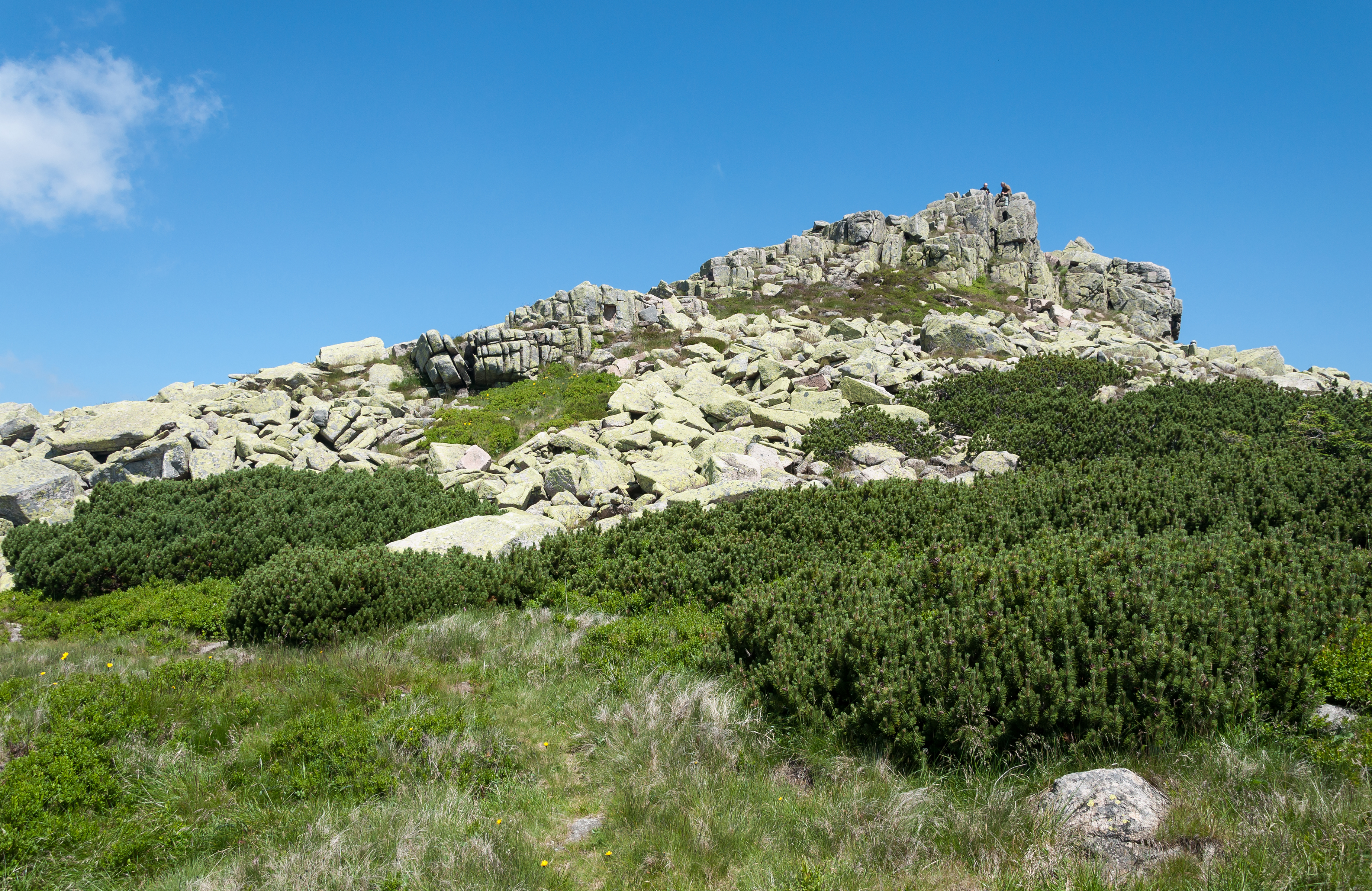
Granit Karkonosze și câmpuri extinse de bolovani

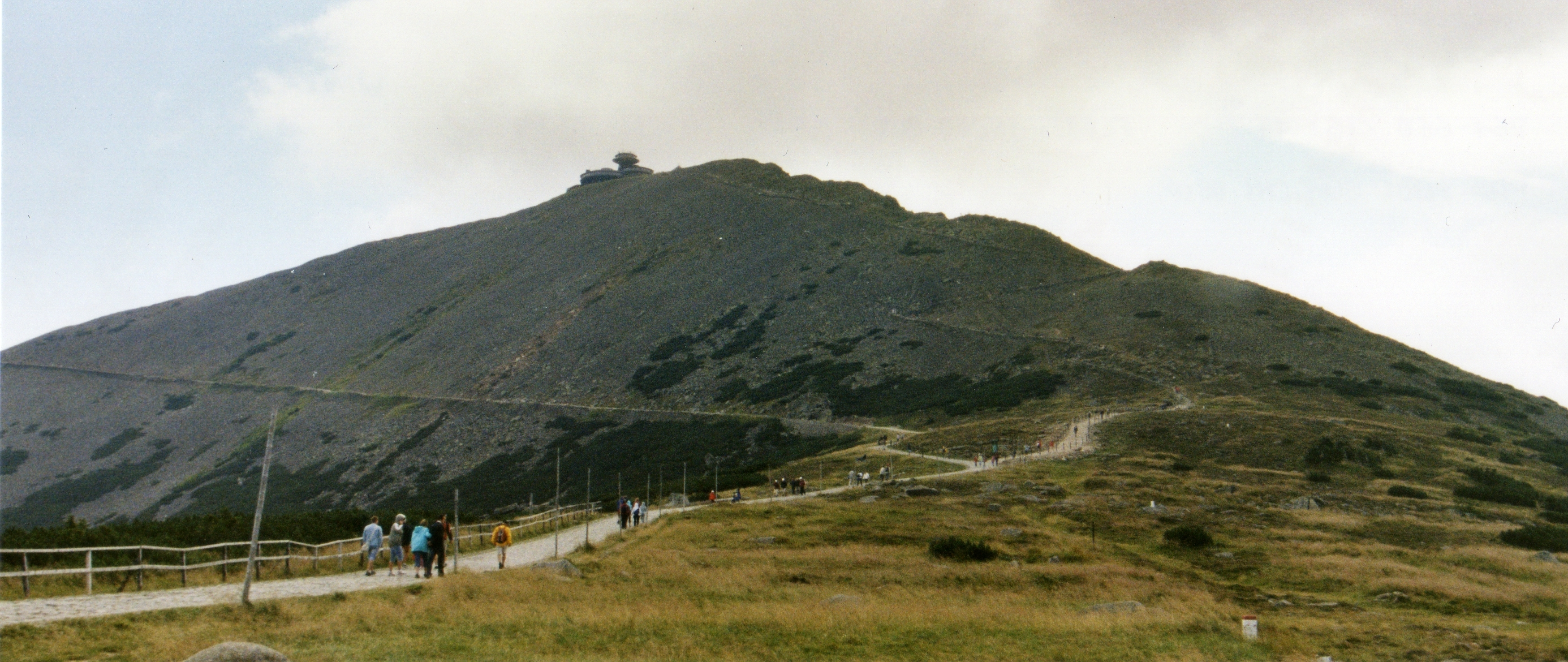

Creasta Neagră (în cehă Czarny Grzbiet) este formată aproape în întregime din roci metamorfice, în principal gneis și șisturi de mică cu inserții de amfiboliți, șisturi de cuarț. Culmea sa, Śnieżka, este din hornfel, o rocă deosebit de rezistentă la intemperii. Părți din versanții de nord-vest ai Śnieżka sunt din granit Karkonosze. Structura geologică are cea mai mare influență asupra reliefului actual. Vârful Śnieżka își datorează înălțimea rezistenței la intemperii. Restul crestei, formată din roci mai puțin rezistente, este mai joasă.
În pleistocen, creasta a fost remodelată în condițiile unui climat periglaciar. Solul structural tipic zonelor polare și câmpurile extinse de bolovani, formă de relief rezultată prin eroziunea anumitor varietăți de roci cauzată de ciclurile de îngheț-dezgheț în condiții periglaciare în timpul ultimei epoci glaciare, s-au dezvoltat aici. Probabil în timpul glaciației baltice, partea superioară a văii Łomniczka existentă anterior a fost adâncită de ghețarul local și de formarea bazinului Łomniczki, subcutând versanții Śnieżka dinspre nord-vest.
La baza vârfurilor și versanților abrupți se găsesc câmpuri vaste de bolovani, în special pe versantul nordic, care coboară foarte abrupt până la valea Łomniczka (în poloneză Kocioł Łomniczki), aflată cu 400-500 de metri mai jos.
Munții Krkonoše au fost studiati de geomorfologi germani, cehi și polonezi încă din a doua jumătate a secolului al XIX-lea și din punct de vedere geomorfologic aparțin celor mai bine investigate lanțuri montane din Europa. Studiile s-au concentrat asupra formelor de relief glaciare și periglaciare și au adus noi constatări în legătură cu reprezentarea formelor de relief cunoscute până acum doar din locații subarctice. Cu toate acestea, principalele caracteristici ale gamei sunt legate genetic de aplanarea prelungită, ridicarea neotectonică și controlul structural exercitat prin intermediul intemperiilor, eroziunii și dezvoltării pantei. Prin urmare, cele mai caracteristice forme de relief sunt suprafețele extinse de diviziune a apelor, piscurile de granit, văile adânc incizate, crestele ascuțite și vârfurile din hornfel rezistent din zona de contact. Istoria dezvoltării reliefului datează cel puțin din cretacicul târziu, cu ridicarea neotectonică din neogen și cuaternar. În pleistocen, în zonele înalte au existat mai mult de 10 ghețari, cu o lungime de până la 5 km. Moștenirea geomorfă a glaciației include circuri, văi în formă de U, morene laterale și frontale. Pantele abrupte ale circurilor și văilor sunt adesea modelate de căderile de pietre declanșate de precipitațiile abundente. În timpurile recente, activitățile umane, în special mineritul și agricultura, au modificat geomorfologia zonei.

## Rezervația transfrontalieră a biosferei Krkonoše/Karkonosze
Programul Omul și Biosfera (Man and the Biosphere Programme - MAB) este un program științific interguvernamental, lansat în 1971 de UNESCO, care își propune să stabilească o bază științifică pentru îmbunătățirea relațiilor dintre oameni și mediul lor. Rezervația transfrontalieră a biosferei Krkonoše/Karkonosze reprezintă una dintre cele două structuri de management transfrontalier de succes existente, alături de Rezervația Biosferei din Carpații de Est, eșecul înregistrat în alte arii protejate comune acoperite de MAB fiind cauzat de obiectivele divergente ale părților.
Krkonoše/Karkonosze este o rezervație transfrontalieră a biosferei situată în nord-vestul Republicii Cehe și în sud-vestul Poloniei. Munții Krkonoše/Karkonosze fac parte din Sudeții din nord-estul Boemiei, un sistem montan împărțit între Republica Cehă, Germania și Polonia. O pantă tectonică abruptă formează partea poloneză a munților, în timp ce pe partea cehă mai multe lanțuri paralele despărțite de văile râurilor se bifurcă din crestele principale. Mai multe lacuri glaciare se găsesc pe partea poloneză a munților, iar un complex de turbării subarctice se găsește pe platoul de vârf, de-a lungul ambelor părți ale graniței. Rezervația reprezintă o insulă unică a naturii arctice în Europa Centrală și o răscruce extraordinară în care elementele arctice și alpine, de câmpie și de munte se amestecă într-un teritoriu relativ mic. Zona este cunoscută pentru biodiversitatea sa ridicată răspândită în patru centuri de vegetație altitudinală, de la cea submontană de la poalele dealurilor, până la cea montană, cea subalpină și apoi centura alpină de la cea mai mare altitudine. Această diversitate de habitate creează o biodiversitate bogată. Printre speciile de animale se numără chițcanul alpin (Sorex alpinus), cocoșul de munte (Tetrao urogallus), șoimul călător (Falco peregrinus) și liliacul mic cu potcoavă (Rhinolophus hipposideros).
Rezervația include două zone umede Ramsar: turbăriile subalpine din Munții Karkonosze situate pe partea poloneză și mlaștinile Krkonoše (în cehă Krkonošská rašeliniště) pe partea cehă.
Relieful din partea poloneză a rezervației biosferei diferă considerabil de partea cehă. Este foarte abrupt și, prin urmare, lipsit de dezvoltare umană, dar, în schimb, este acoperit de păduri dese.

## Climă
Munții Karkonosze sunt cel mai înalt lanț de munți din Pădurea Hercinică, situat chiar deasupra paralelei de 50 de grade latitudine nordică. Formează un lanț muntos natural, care este expus vânturilor umede și reci dinspre vest, provenite din direcția Oceanului Atlantic. Acest lucru se traduce prin precipitații abundente și temperaturi scăzute.
Temperaturile înregistrate pe vârful Śnieżka sunt excepțional de scăzute pentru condițiile poloneze. În medie, timp de 105 zile pe an, media zilnică este sub −5 °C (din 3 decembrie până în 19 martie), ceea ce demonstrează severitatea climei. În plus, temperatura medie zilnică a aerului rămâne sub 0 °C timp de până la 186 de zile (din 21 octombrie până în 26 aprilie). Din cauza frigului, zăpada acoperă vârful pentru o perioadă excepțional de lungă, până la 176 de zile (aproape jumătate de an) și pe alocuri măsoară peste 2 metri grosime. În ciuda frigului, vremea este relativ umedă, în principal din cauza ceții frecvente, care apare în medie peste 300 de zile pe an. Datorită acestui fapt, aici pot fi observate adesea fenomene optice rare, precum spectrul Brocken și nimbul solar.
Vârful este acoperit de zăpadă aproape tot anul, cu excepția lunilor iulie și august. Grosimea medie a stratului de zăpadă depus atinge 109,7 cm în luna martie, valoarea maximă înregistrată a grosimii stratului de zăpadă fiind de 247 cm (14 martie 2005). Cea mai scăzută valoare înregistrată a temperaturii a fost de −24,9 °C (06 februarie 1991)
Cea mai ridicată temperatură înregistrată a fost de 24,6 °C pe 28 iulie 2013. Caracteristica climatică pe vârful Sniejka este frecvența vânturilor violente. Cea mai mare viteză medie a vântului de 10 minute a fost de 65 m/s (234 km/h), valoare înregistrată la 21 februarie 2004, cele mai violente rafale atingând 80 m/s (288 km/h).
| Date climatice pentru Śnieżka (1.603 m) valori normale 1991-2020, valori extreme 1991–2020 | Date climatice pentru Śnieżka (1.603 m) valori normale 1991-2020, valori extreme 1991–2020 | Date climatice pentru Śnieżka (1.603 m) valori normale 1991-2020, valori extreme 1991–2020 | Date climatice pentru Śnieżka (1.603 m) valori normale 1991-2020, valori extreme 1991–2020 | Date climatice pentru Śnieżka (1.603 m) valori normale 1991-2020, valori extreme 1991–2020 | Date climatice pentru Śnieżka (1.603 m) valori normale 1991-2020, valori extreme 1991–2020 | Date climatice pentru Śnieżka (1.603 m) valori normale 1991-2020, valori extreme 1991–2020 | Date climatice pentru Śnieżka (1.603 m) valori normale 1991-2020, valori extreme 1991–2020 | Date climatice pentru Śnieżka (1.603 m) valori normale 1991-2020, valori extreme 1991–2020 | Date climatice pentru Śnieżka (1.603 m) valori normale 1991-2020, valori extreme 1991–2020 | Date climatice pentru Śnieżka (1.603 m) valori normale 1991-2020, valori extreme 1991–2020 | Date climatice pentru Śnieżka (1.603 m) valori normale 1991-2020, valori extreme 1991–2020 | Date climatice pentru Śnieżka (1.603 m) valori normale 1991-2020, valori extreme 1991–2020 | Date climatice pentru Śnieżka (1.603 m) valori normale 1991-2020, valori extreme 1991–2020 |
| Luna                                                                                       | Ian                                                                                        | Feb                                                                                        | Mar                                                                                        | Apr                                                                                        | Mai                                                                                        | Iun                                                                                        | Iul                                                                                        | Aug                                                                                        | Sep                                                                                        | Oct                                                                                        | Nov                                                                                        | Dec                                                                                        | Anual                                                                                      |
| ------------------------------------------------------------------------------------------ | ------------------------------------------------------------------------------------------ | ------------------------------------------------------------------------------------------ | ------------------------------------------------------------------------------------------ | ------------------------------------------------------------------------------------------ | ------------------------------------------------------------------------------------------ | ------------------------------------------------------------------------------------------ | ------------------------------------------------------------------------------------------ | ------------------------------------------------------------------------------------------ | ------------------------------------------------------------------------------------------ | ------------------------------------------------------------------------------------------ | ------------------------------------------------------------------------------------------ | ------------------------------------------------------------------------------------------ | ------------------------------------------------------------------------------------------ |
| Maxima medie °C (°F)                                                                       | −3.3 (26,1)                                                                                | −3.7 (25,3)                                                                                | −1.9 (28,6)                                                                                | 2.7 (36,9)                                                                                 | 7.4 (45,3)                                                                                 | 10.7 (51,3)                                                                                | 12.7 (54,9)                                                                                | 12.8 (55)                                                                                  | 8.2 (46,8)                                                                                 | 4.6 (40,3)                                                                                 | 1.0 (33,8)                                                                                 | −2.2 (28)                                                                                  | 4,08 (39,34)                                                                               |
| Media zilnică °C (°F)                                                                      | −5.9 (21,4)                                                                                | −6.2 (20,8)                                                                                | −4.3 (24,3)                                                                                | -0.0 (32)                                                                                  | 4.4 (39,9)                                                                                 | 7.7 (45,9)                                                                                 | 9.8 (49,6)                                                                                 | 9.9 (49,8)                                                                                 | 5.8 (42,4)                                                                                 | 2.1 (35,8)                                                                                 | −1.6 (29,1)                                                                                | −4.7 (23,5)                                                                                | 1,42 (34,56)                                                                               |
| Minima medie °C (°F)                                                                       | −8.3 (17,1)                                                                                | −8.5 (16,7)                                                                                | −6.5 (20,3)                                                                                | −2.2 (28)                                                                                  | 2.1 (35,8)                                                                                 | 5.4 (41,7)                                                                                 | 7.5 (45,5)                                                                                 | 7.7 (45,9)                                                                                 | 3.8 (38,8)                                                                                 | −0.1 (31,8)                                                                                | −3.9 (25)                                                                                  | −7.1 (19,2)                                                                                | −0,84 (30,49)                                                                              |
| Minima istorică °C (°F)                                                                    | −22.7 (−8.9)                                                                               | −24.9 (−12.8)                                                                              | −20.9 (−5.6)                                                                               | −14.9 (5,2)                                                                                | −8.7 (16,3)                                                                                | −4.8 (23,4)                                                                                | −1 (30,2)                                                                                  | −1.9 (28,6)                                                                                | −5.8 (21,6)                                                                                | −12.6 (9,3)                                                                                | −16.8 (1,8)                                                                                | −23.7 (−10.7)                                                                              | −24,9 (−12,8)                                                                              |
| Precipitații mm (inches)                                                                   | 107.3 (4.224)                                                                              | 88.5 (3.484)                                                                               | 87.7 (3.453)                                                                               | 51.1 (2.012)                                                                               | 77.5 (3.051)                                                                               | 98.1 (3.862)                                                                               | 120.6 (4.748)                                                                              | 95.4 (3.756)                                                                               | 87.3 (3.437)                                                                               | 79.9 (3.146)                                                                               | 83.4 (3.283)                                                                               | 113.8 (4.48)                                                                               | 1.090,6 (42,937)                                                                           |
| Zăpadă cm (inches)                                                                         | 78.8 (31.02)                                                                               | 99.7 (39.25)                                                                               | 109.7 (43.19)                                                                              | 76.0 (29.92)                                                                               | 25.8 (10.16)                                                                               | 0.8 (0.31)                                                                                 | 0.0 (0)                                                                                    | 0.0 (0)                                                                                    | 1.2 (0.47)                                                                                 | 7.3 (2.87)                                                                                 | 16.9 (6.65)                                                                                | 43.1 (16.97)                                                                               | 459,3 (180,83)                                                                             |
| Umiditate [%]                                                                              | 84.5                                                                                       | 86.1                                                                                       | 88.1                                                                                       | 85.7                                                                                       | 86.8                                                                                       | 87.6                                                                                       | 86.6                                                                                       | 85.8                                                                                       | 89.9                                                                                       | 87.6                                                                                       | 86.5                                                                                       | 84.6                                                                                       | 86,6                                                                                       |
| Nr. de zile cu precipitații (≥ 1 mm)                                                       | 16.6                                                                                       | 13.9                                                                                       | 15.1                                                                                       | 10.0                                                                                       | 13.3                                                                                       | 12.9                                                                                       | 13.5                                                                                       | 11.2                                                                                       | 12.3                                                                                       | 13.1                                                                                       | 14.3                                                                                       | 16.5                                                                                       | 162,7                                                                                      |
| Nr. mediu de zile cu ninsoare                                                              | 31.0                                                                                       | 28.3                                                                                       | 31.0                                                                                       | 28.3                                                                                       | 10.0                                                                                       | 0.4                                                                                        | 0.0                                                                                        | 0.0                                                                                        | 1.1                                                                                        | 8.2                                                                                        | 18.7                                                                                       | 29.3                                                                                       | 186,3                                                                                      |
| Ore însorite                                                                               | 72.2                                                                                       | 80.1                                                                                       | 103.3                                                                                      | 157.8                                                                                      | 177.8                                                                                      | 172.2                                                                                      | 187.9                                                                                      | 190.0                                                                                      | 122.3                                                                                      | 99.6                                                                                       | 67.9                                                                                       | 63.8                                                                                       | 1.494,8                                                                                    |
| Sursa nr. 1: NOAA                                                                          |                                                                                            |                                                                                            |                                                                                            |                                                                                            |                                                                                            |                                                                                            |                                                                                            |                                                                                            |                                                                                            |                                                                                            |                                                                                            |                                                                                            |                                                                                            |
| Sursa nr. 2: Infoclimat & IMGW                                                             |                                                                                            |                                                                                            |                                                                                            |                                                                                            |                                                                                            |                                                                                            |                                                                                            |                                                                                            |                                                                                            |                                                                                            |                                                                                            |                                                                                            |                                                                                            |

## Floră și faună

### Floră
Śnieżka, datorită structurii, înălțimii și tipului de rocă, iese în evidență nu numai din munții Karkonosze, ci și din întreaga regiune, prezentând în unele locuri o vegetație specifică zonelor alpine și stâncoase, în ciuda altitudinii relativ scăzute. Toate acestea din cauza climatului caracteristic. 
Cel mai înalt nivel, cel alpin, apare fragmentar de la altitudinea de 1.450 de metri și ajunge până în vârful muntelui. Vegetația locală trebuie să facă față unor condiții extrem de nefavorabile, inclusiv o perioadă scurtă de vegetație (mai puțin de 100 de zile pe an), vânturi reci și rafale, precum și un sol foarte sărac, cu un strat mic de sol și multe resturi de rocă. În condițiile zonei alpine, printre altele, petice vaste de pajiști alpine care acoperă zone în care s-a format cel puțin un strat subțire de sol. Speciile dominante sunt plantele monocotiledonate din grupul de ierburi și rogoz, inclusiv: păiuș scurt (Festuca airoides), o specie distinctă de rogoz înalt (Carex bigelowii), iarbă albăstruie moale (Poa laxa Haenke), iarbă de luncă de stâncă (Agrostis rupestris) și rogoz skucina (Juncus trifidus) găsite în Silezia Inferioară numai în munții Karkonosze. Pe versanții estici s-a dezvoltat o vegetație alpină mai bogată, în care există o serie întreagă de plante cu flori, inclusiv un grup mare din genul Jasteria, care include specii și hibrizi greu de distins. În plus, există și piciorul cocoșului (Ranunculus platanifolius), coada șoricelului (Achillea millefolium), mărțișor (Geum montanum), ciuboțica-cucului (Primula veris), splinuță alpină (Solidago alpestris), bistorta (Bistorta officinalis) și dedițel (Pulsatilla alba). Pe versanții estici s-au format și pajiști alpine, dominate de iarba neagră (Calluna vulgaris), formând pete mici și joase. Speciile endemice includ clopoțelul Karkonosze (Campanula bohemica), păpădie negricioasă (Taraxacum nigricans), păpădie alpină (Taraxacum alpinum) și veronică (Veronica bellidioides). Datorită expunerii la vânturi mai puternice, versanții vestici sunt acoperiți cu o formă subalpină mai săracă, dominată de ierburi și gălbenele. Condițiile climatice dificile împiedică invadarea altor habitate montane înalte, cum ar fi desișurile de pin de munte (Pinus montana) și pajiștile de iarba vântului (Nardus stricta), care se găsesc pe suprafețe mici, în locuri mai adăpostite.
Datorită grohotișurilor și blocurilor de rocă foarte extinse care acoperă majoritatea părților de vârf ale Śnieżka, aici au fost create numeroase habitate de vegetație de stâncă (habitate Natura 2000 8110-3 și 8220). Acestea sunt ecosisteme specifice cu o gamă largă de habitate care apar pe suprafețele stâncilor, în crăpăturile și cavitățile acestora. În cazul lichenilor, lucrările de inventariere au scos la iveală aproximativ 80 de specii. Cele mai comune specii includ genurile Sporastatia, Cladonia rangiferina, Umbilicaria, Candelariella, Lecanora, Cetraria, Diploschistes, Schaereria, Brodoa, Acarospora și Rhizocarpon. În plus, speciile valoroase includ relicte glaciare, care constituie un grup unic de licheni precum Flavocetraria nivalis, Thamnolia vermicularis și Alectoria ochroleuca. În funcție de condițiile meteorologice, specii diferite cresc în diferite părți ale Śnieżka. Parcul găzduiește peste 250 de specii de licheni, împreună cu aproape 1.000 de specii de ciuperci. În locurile mai calde, unde grohotișul nu este acoperit de zăpadă, se dezvoltă licheni chionofobi (lichenii care evită zăpada), care dau suprafețelor de rocă o culoare gri închis. Opusul lor sunt lichenii chionofili (lichenii care preferă zăpada), care se dezvoltă în locuri cu acoperire de zăpadă de lungă durată, care creează un mozaic colorat pe suprafețele de rocă, precum lichenii din genul Rhizocarpon, care colorează rocile în verde-gălbui.
În zonele inferioare, sub grohotișuri, unde condițiile sunt mai favorabile (vânt mai slab, strat de sol mai consistent), habitatele se diversifică, dintre care cele mai frecvente sunt desișurile extinse de pin de munte, cu o mare parte de arbuști, ferigi și desișuri de pin de munte de Sudeți (Pinetum mugo sudeticum), care apar în zona subalpină și se suprapun parțial zonelor adiacente. Este un habitat omniprezent care formează mozaicuri cu aproape toate celelalte comunități. Pe alocuri, pinul este însoțit de exemplare unice de alți arbuști caracteristici habitatului, în principal scoruș de munte (Sorbus) și salcie sileziană (Salix silesiaca), precum și exemplare răspândite de molid molid (Picea abies). Pe solurile uscate, se găsesc feriga alpină (Athyrium distentifolium), afinul (Vaccinium myrtillus), floarea-stea arctică (Lysimachia europaea), ciuperca Ramularia (Ramularia major) și ierburi precum iarbă stufoasă (Calamagrostis villosa), iarbă unduitoare (Deschampsia flexuosa), iarba vântului (Nardus stricta), în timp ce în habitatele mai umede și mai fertile există și plante perene caracteristice zonelor înalte, printre care: gențiană-salcie (Gentiana asclepiadea), măcriș franțuzesc (Rumex scutatus), veratrum (Veratrum lobelianum) și zmeur (Rubus idaeus), care creează un mozaic bogat de specii. Din cauza exploatărilor forestiere care a avut loc în această regiune de-a lungul mileniilor, numărul de foioase din zonă a scăzut foarte mult.
Printre speciile protejate din zonă se numără:
- clopoțelul Karkonosze (Campanula bohemica), specie endemică în Polonia, întâlnită doar în parcul național, unde este relativ comună și înregistrată în multe locuri. Pe Śnieżka, poate fi găsită atât pe vârf, cât și pe versanți. Planta se află sub protecție strictă din 2004,
- gențiana-salcie (Gentiana asclepiadea), care formează pâlcuri cu flori azurii sau albastre. În munții Sudeți, apare numai în zonele înalte ale Sudeților de Vest, inclusiv în Śnieżka. Crește mai ales în părțile inferioare, printre vegetația joasă sau în desișurile de pin de munte. Este sub protecție parțială din 2014,
- piciorul cocoșului (Ranunculus platanifolius), o plantă perenă înaltă cu flori albe. Deși poate crește până la un metru în înălțime, atinge dimensiuni mai mici pe Śnieżka, din cauza vântului. Apare atât în zonele joase, printre desișurile pini de munte, cât și pe pășunile montane,
- mărțișorul (Geum montanum), o plantă perenă mică de 10-30 cm înălțime, care produce flori galbene aurii pe lăstari unici. În munții Karkonosze este o specie comună, care se găsește în principal pe pajiști și pe pășuni montane înalte. Pe Śnieżka se poate găsi chiar și în vârf,
- păpădia negricioasă (Taraxacum nigricans), o specie extrem de rară de păpădie. În Polonia se găsește doar pe vârful Śnieżka. Din acest motiv, este considerată o plantă pe cale de dispariție,
- splinuța alpină (Solidago alpestris), o mică plantă de munte care atinge 20-50 cm înălțime. Produce flori galbene adunate în coșuri mici, care cresc pe un lăstar vertical dintr-o rozetă densă de frunze eliptice. În Silezia Inferioară, este răspândită doar pe pajiștile din părțile superioare ale Sudeților,
- veronica (Veronica bellidioides), una dintre cele mai rare membre ale florei native, considerată dispărută până în 2009. Crește pe pajiștile acidofile din cele mai înalte zone ale munților Karkonosze. Specia este clasificată ca fiind pe cale de dispariție,
- dedițelul (Pulsatilla alpina), una dintre cele mai recunoscute specii din munții Karkonosze, ale cărei flori albe ca zăpada apar în iunie în pășunile montane înalte, adesea de-a lungul potecilor. Pe Śnieżka, planta înflorește atât pe vârf, cât și pe versanții descendenți. Specia este protejată în Polonia,
- rogozul skucina (Juncus trifidus), o plantă joasă care formează pâlcuri dense, de 10-30 cm înălțime, cu frunze lungi și înguste. Primăvara și vara sunt colorate într-un verde intens, dar în august și septembrie devin brun-ruginii. În Silezia Inferioară, specia este înregistrată doar în munții Karkonosze, unde se întâlnește atât pe pajiștile montane înalte, cât și pe platouri[29].

Flora din Rezervația biosferei Krkonoše/Karkonosze
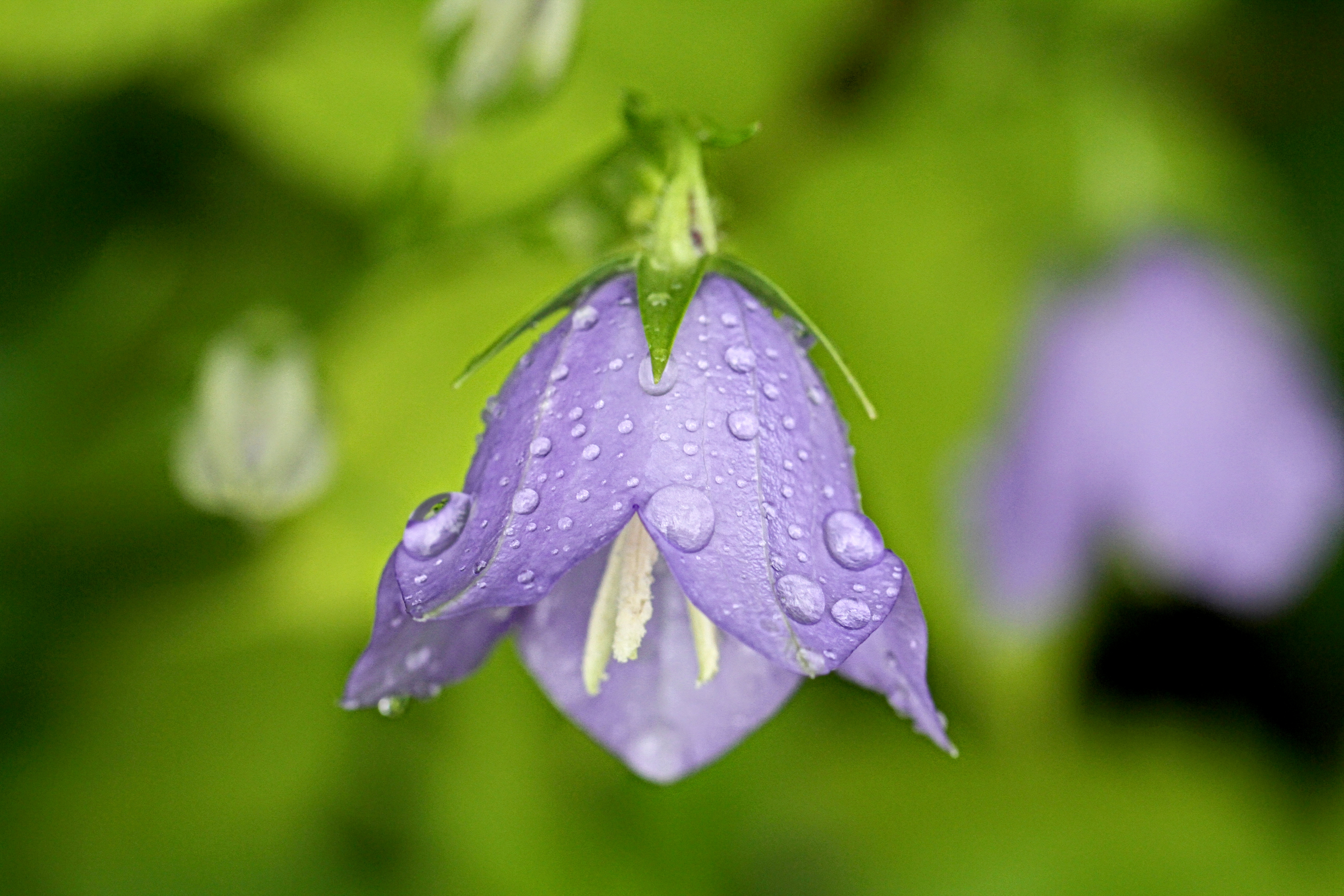
Clopoțel Karkonosze (Campanula bohemica)
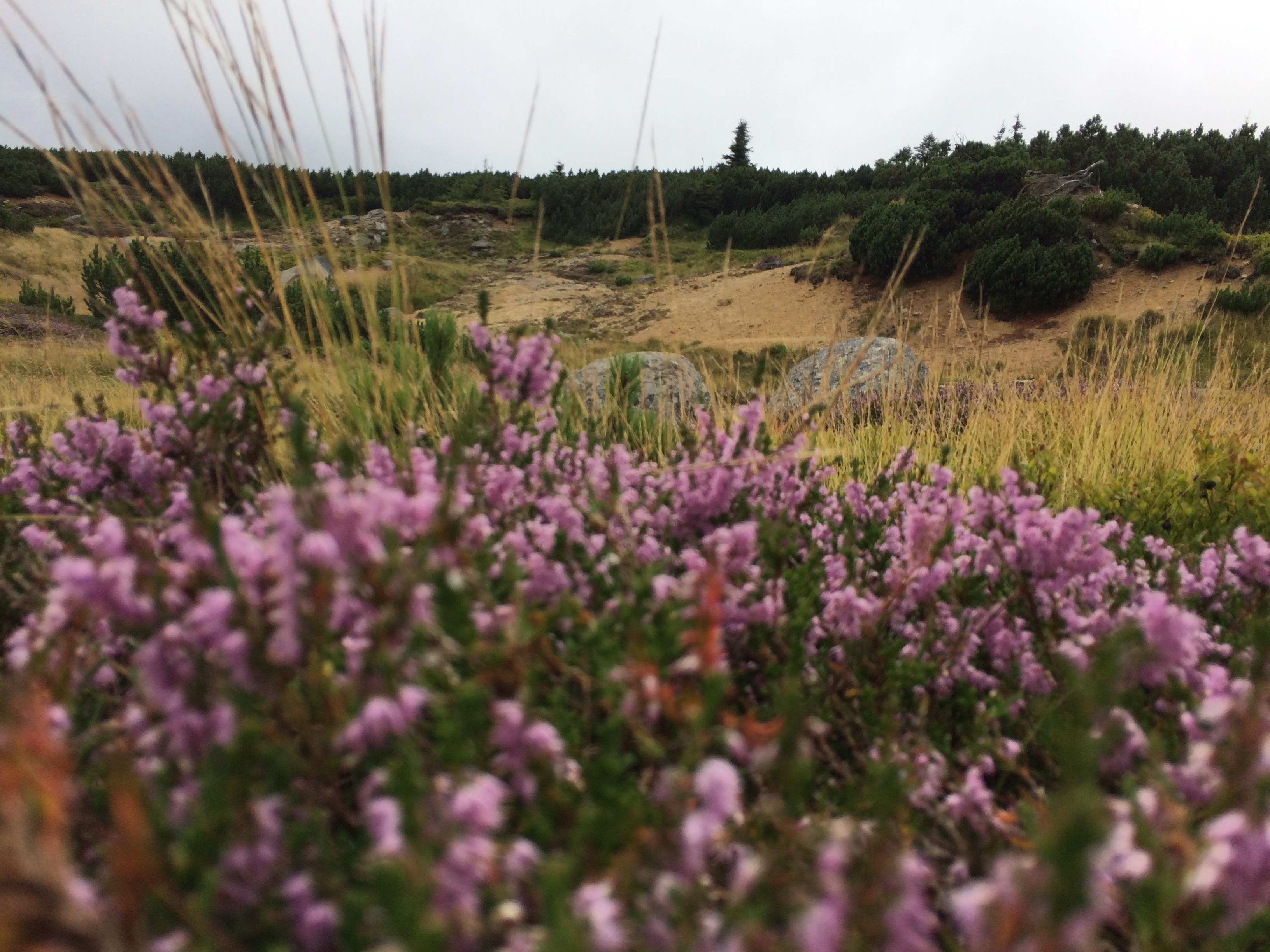
Vegetație în Parcul național Karkonosze
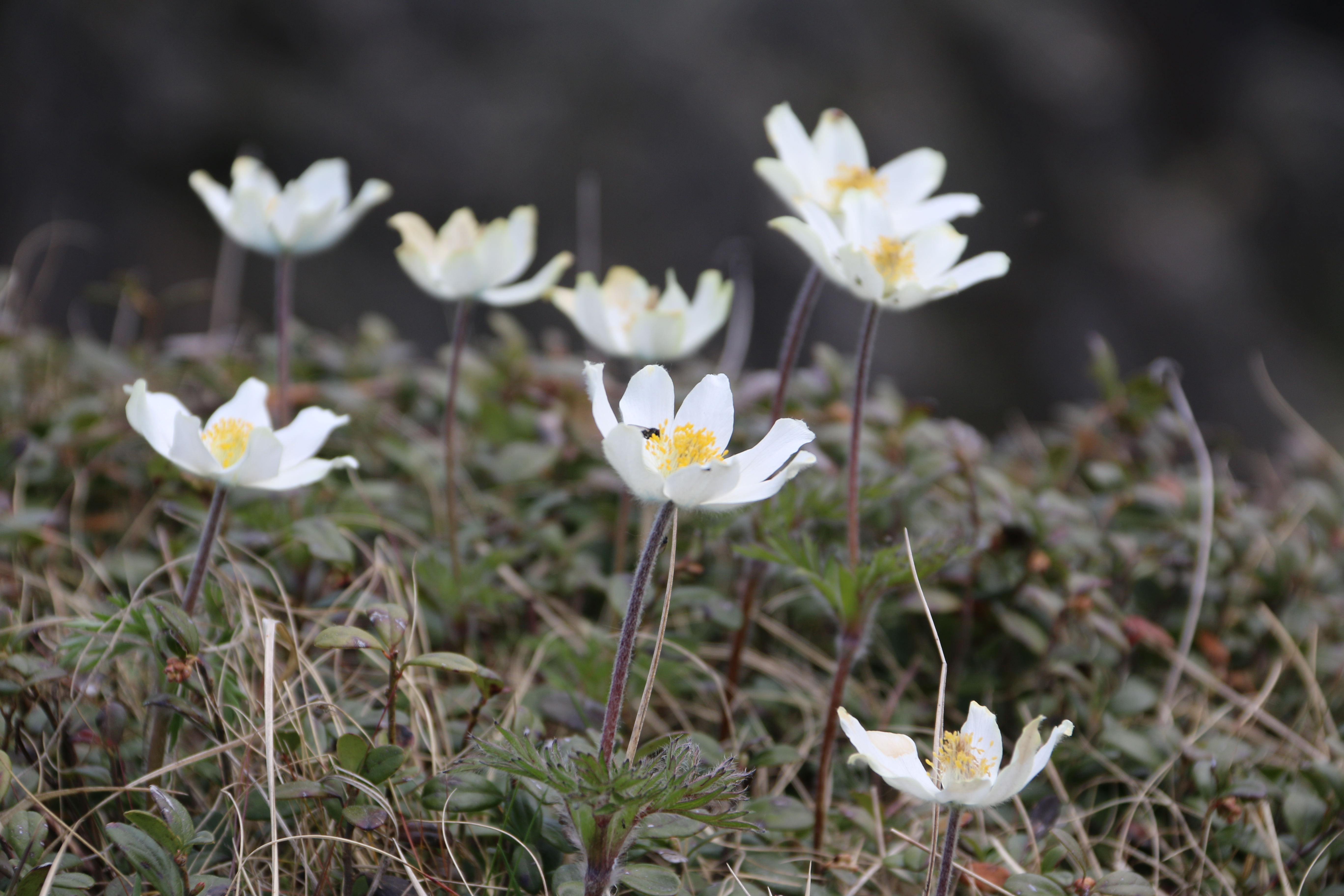
Dedițel (Pulsatilla alpina)
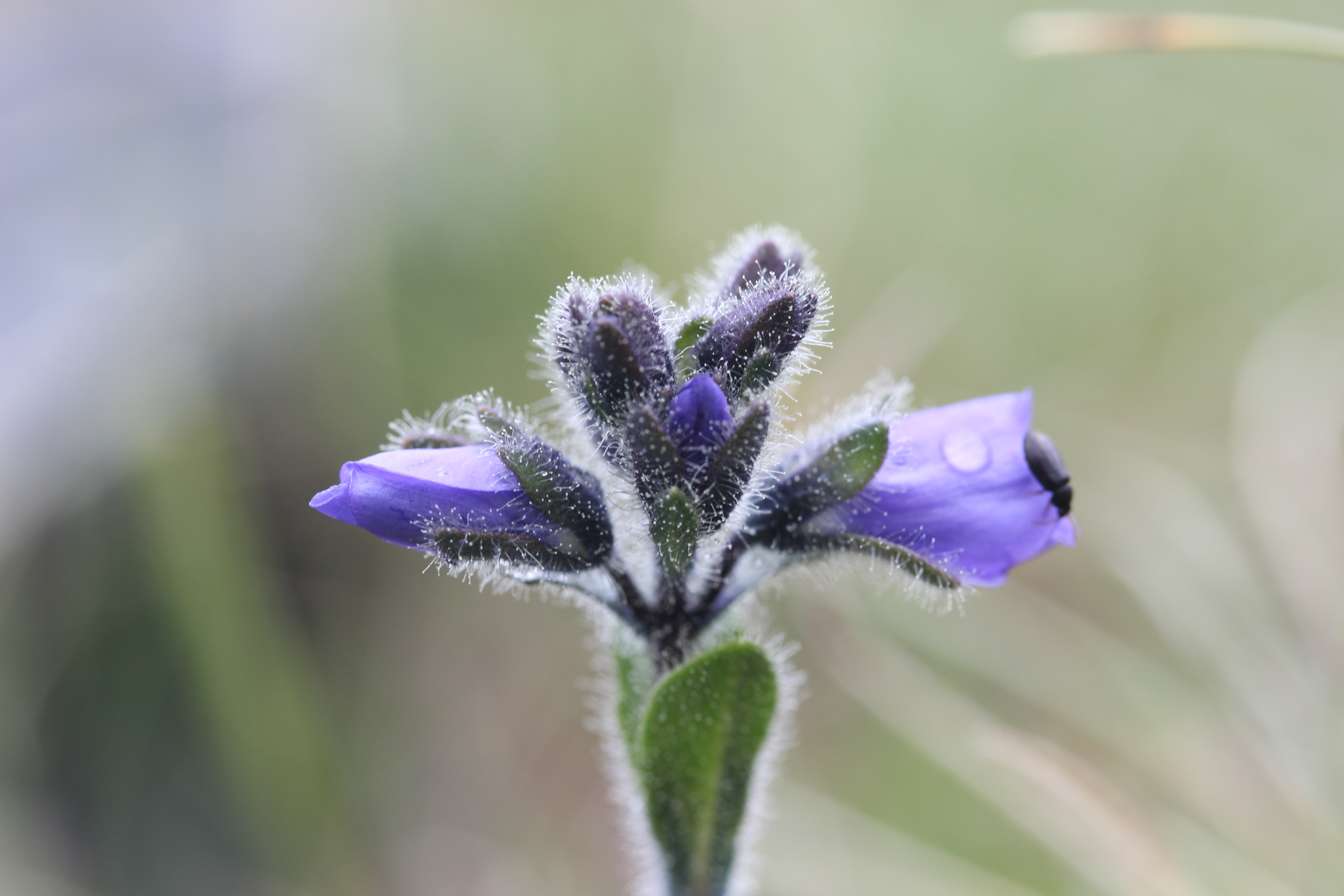
Veronică (Veronica bellidioides)
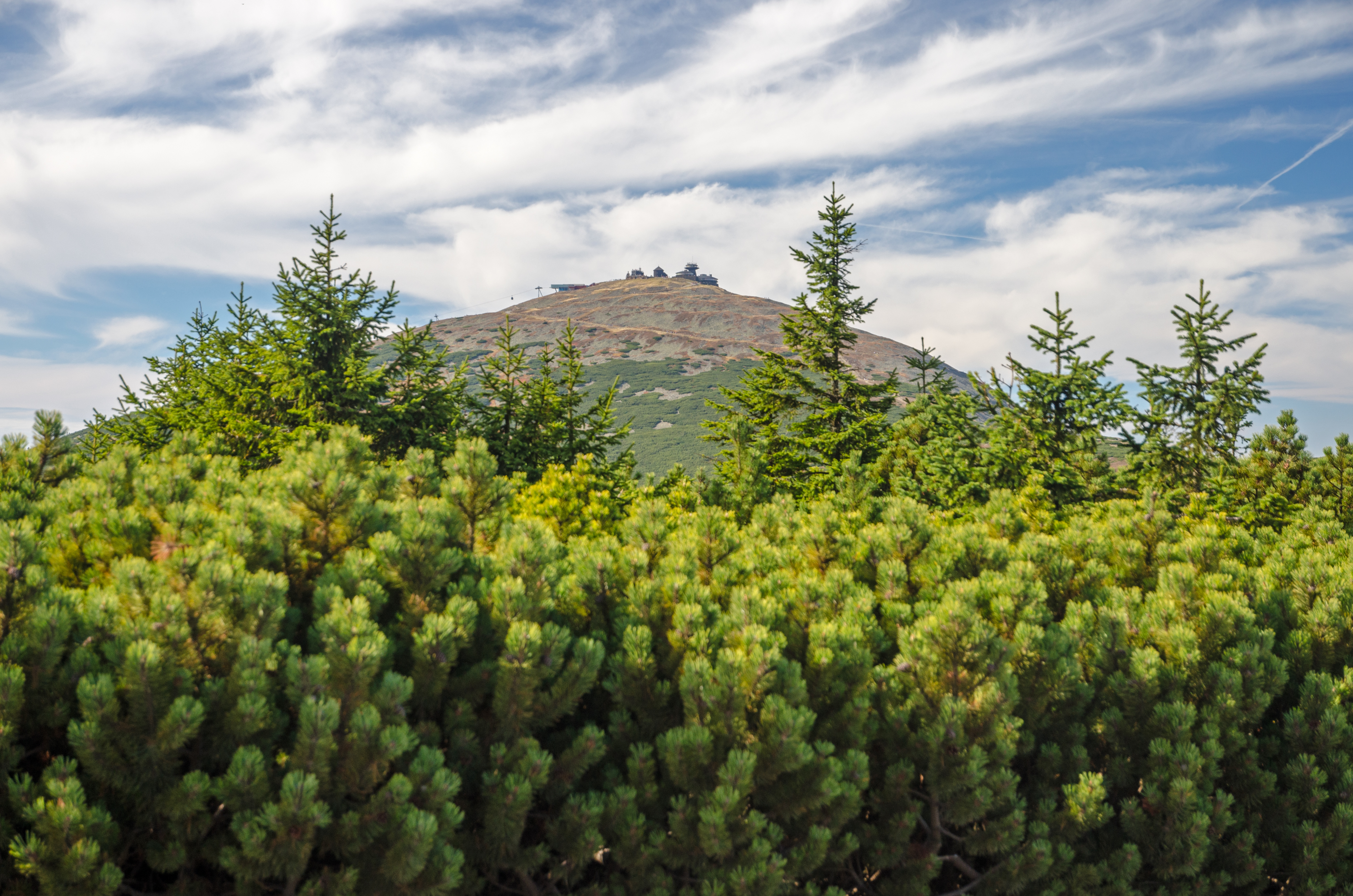
Pini de munte de Sudeți (Pinetum mugo sudeticum)
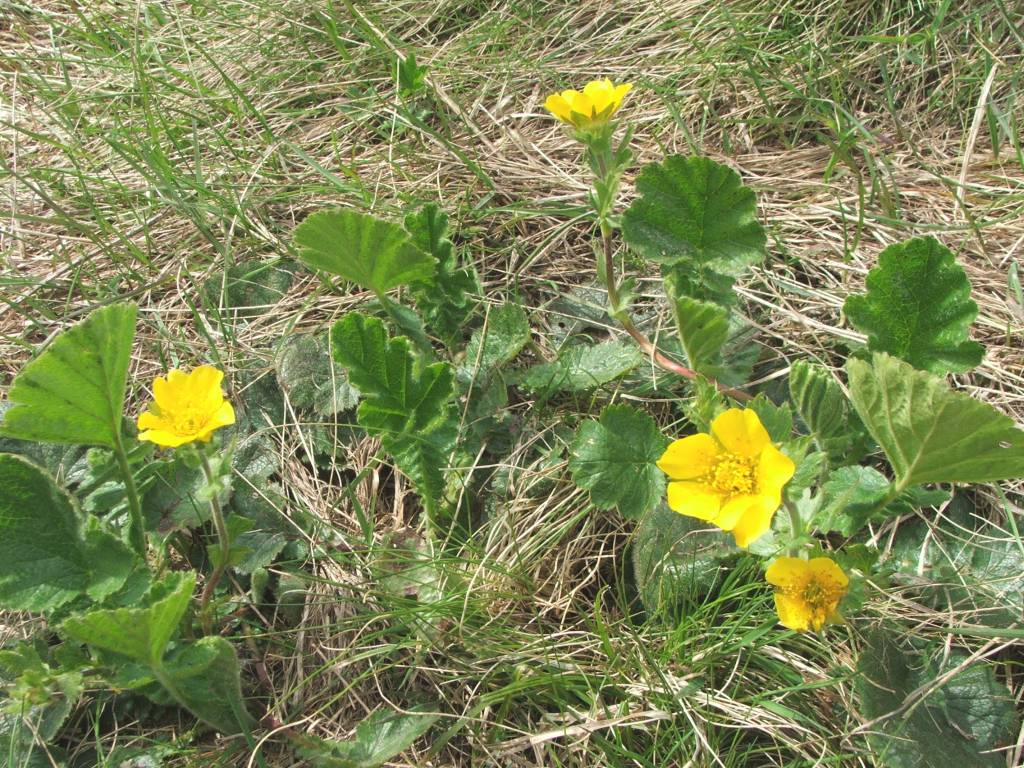
Mărțișor (Geum montanum)

### Faună
Din cauza condițiilor extrem de neprielnice, multe dintre animalele sălbatice native din regiune au dispărut din regiune, cum ar fi ursul brun eurasiatic, lupii, râșii, mistreții și veverițele. În prezent, vidrele (Lutra lutra), vulpile (Vulpes vulpes), căprioarele (Capreolus capreolus) și cerbii (Cervus elaphus) sunt principalii locuitori ai regiunii.
O situație similară se întâmplă cu păsările și reptilele. Doar câteva specii pot supraviețui în aceste condiții dificile. Un factor suplimentar este presiunea turistică puternică, Śnieżka fiind unul dintre locurile naturale cele mai frecvent vizitate din Polonia, motiv pentru care se înregistrează o prezență umană constantă atât pe versanți, cât și pe vârf. În ciuda acestui fapt, speciile care trăiesc în zona subalpină se regăsesc pe Śnieżka, inclusiv pietrarul sur (Oenanthe oenanthe), privighetoarea cu gușă albastră (Luscinia svecica) și brumărița de stâncă (Prunella collaris), dar și exemplare de cucuvea pitică (Glaucidium passerinum) sau minuniță (Aegolius funereus). Numeroase specii de gândaci, păianjeni și libelule trăiesc, de asemenea, în limitele parcului, iar animalele zburătoare includ peste o duzină de specii de lilieci. Printre cele mai importante zone de protecție a faunei aflate pe partea cehă, spre Culmea Neagră (în cehă Czarny Grzbiet), se numără rezervația cocoșilor negri caucazieni (Lyrurus mlokosiewiczi), specie strâns înrudită cu cocoșul de mesteacăn.

Fauna din Rezervația biosferei Krkonoše/Karkonosze
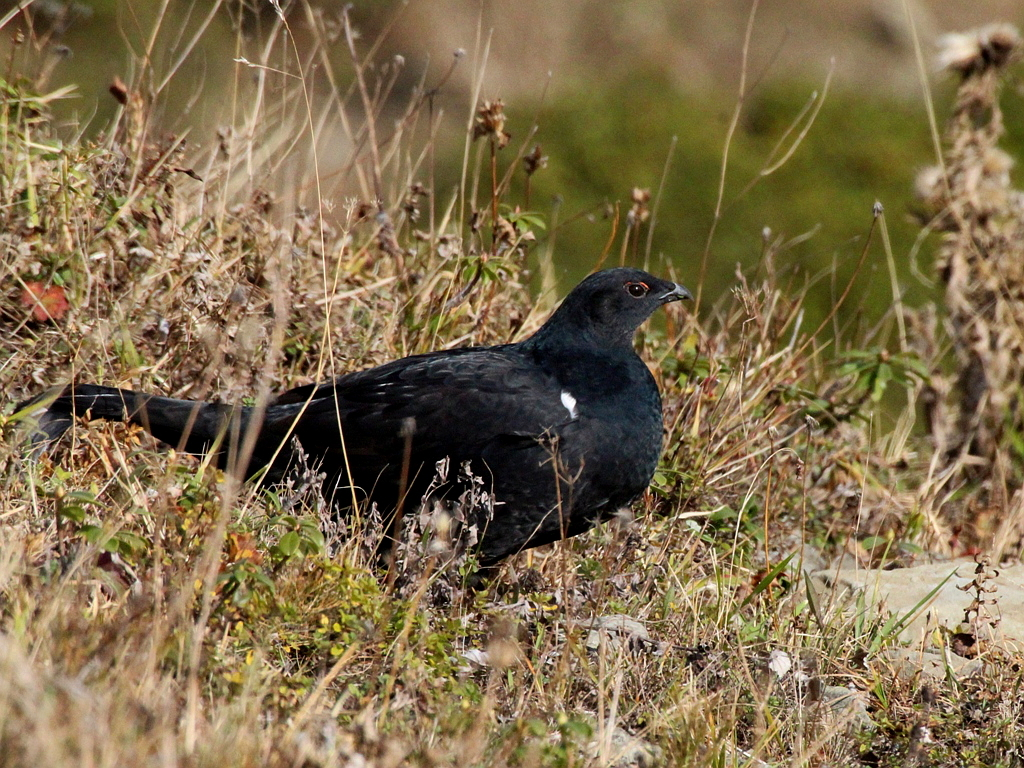
Cocoș negru caucazian (Lyrurus mlokosiewiczi)
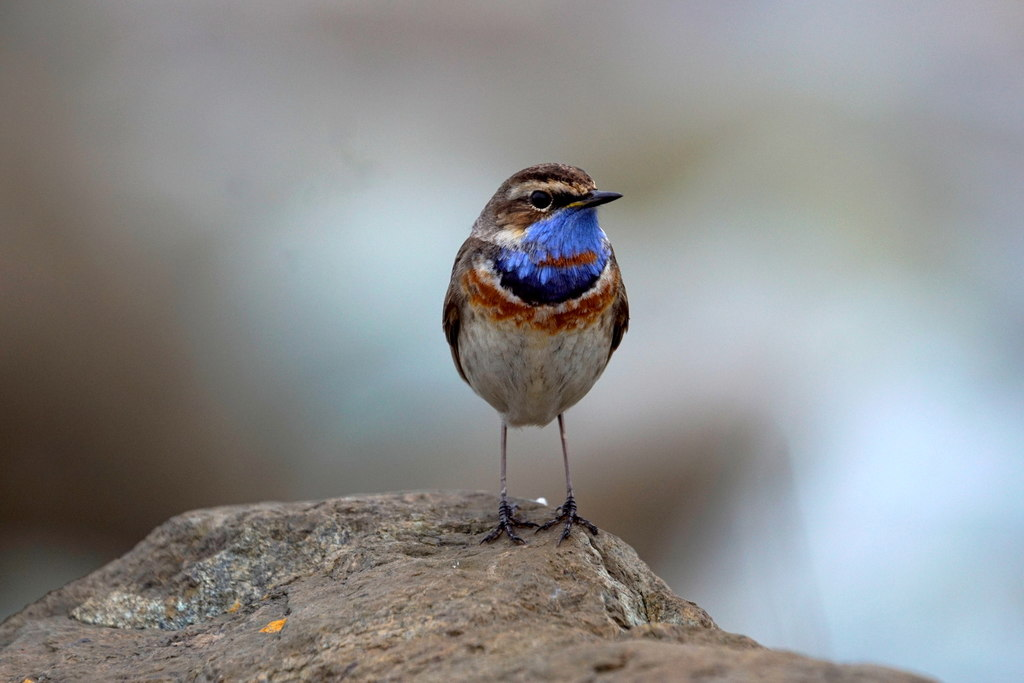
Privighetoare cu gușă albastră (Luscinia svecica)
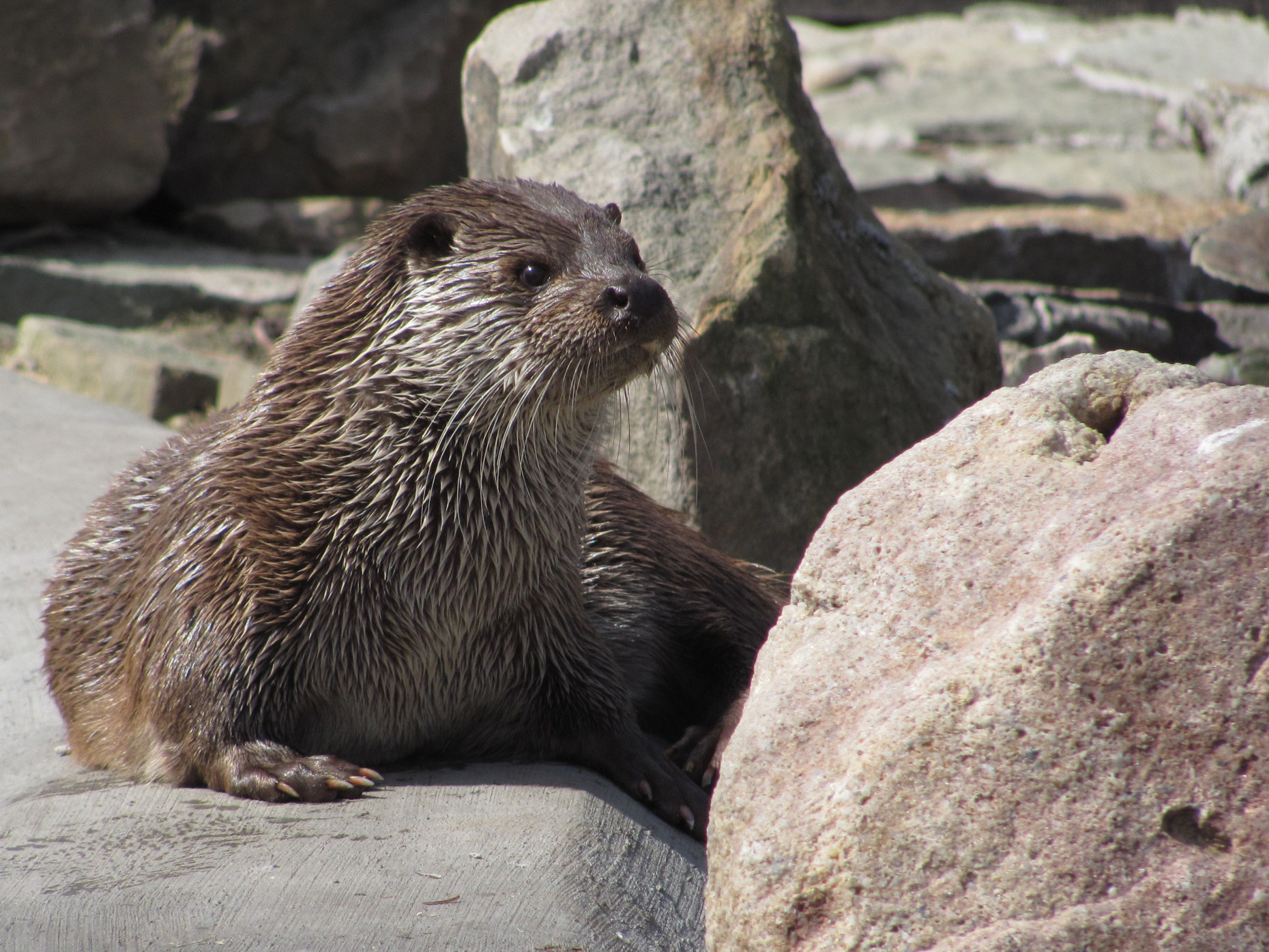
Vidră de râu (Lutra lutra)
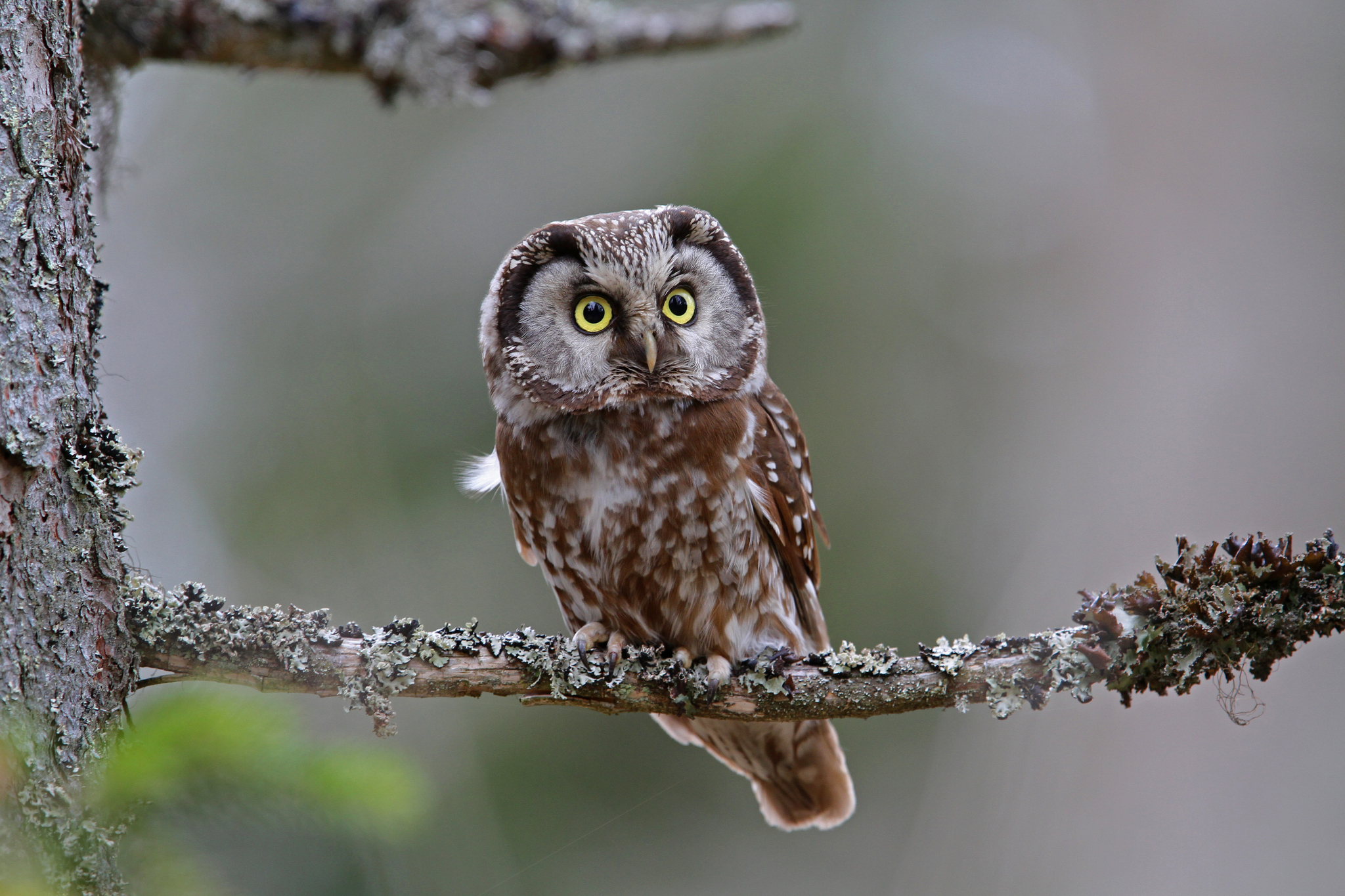
Minuniță (Aegolius funereus)
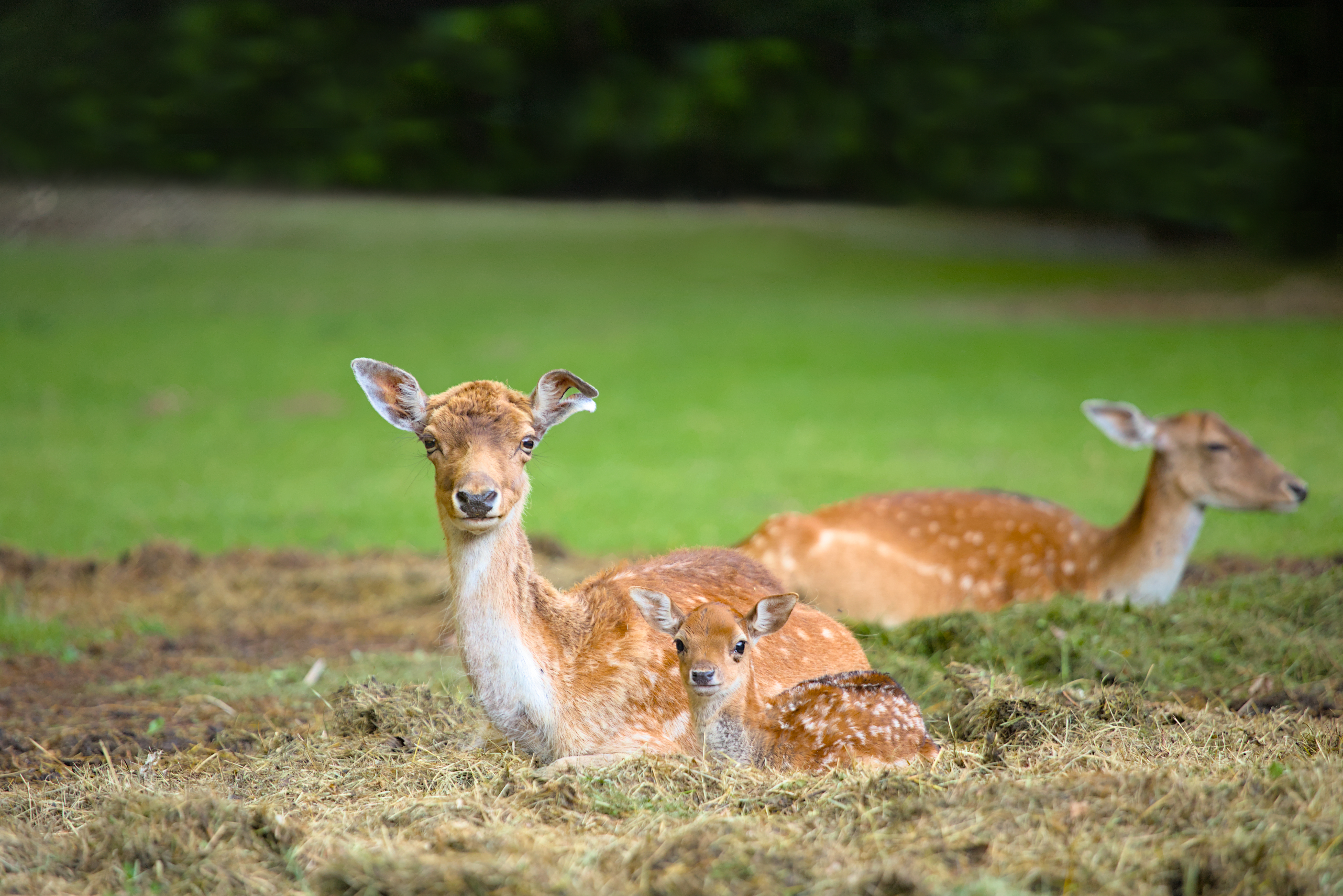
Femele de cerb pătat (Cervus nippon)
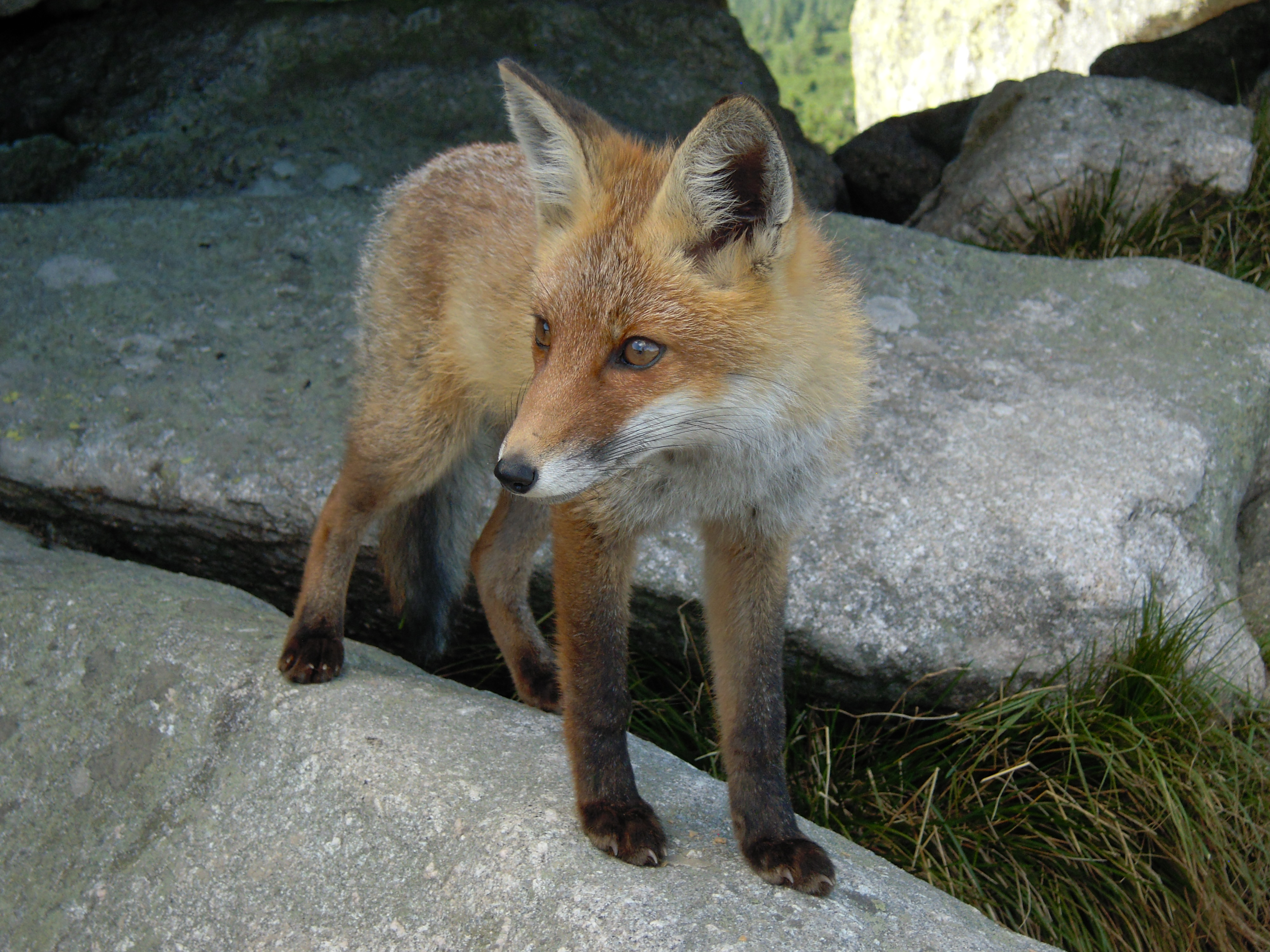
Vulpe (Vulpes vulpes)

## Turism

### Sisteme de transport pe cablu
După cel de-al Doilea Război Mondial, turismul a luat amploare din nou. Au fost construite sisteme de transport pe cablu pentru a depăși diferența de altitudine dintre stațiunile turistice din jur și creasta montană. 
Inițial, pe partea cehoslovacă, a fost construit un sistem de telescaun monocablu tip Von Roll care conducea turiștii spre vârf. Traseul mergea de la marginea de nord a orașului Pec pod Sněžkou (890 m) peste Růžová hora (1.354 m) până la Sněžka (1.594 m). Prima secțiune avea o lungime de 1.560 de metri, iar durata călătoriei era de 11 minute. A doua secțiune avea 1.967 metri și dura 13,5 minute. Construcția telecabinei a început în 1946, partea inferioară fiind deschisă la 15 ianuarie 1949, iar partea superioară la 10 noiembrie 1949. În 1980, operațiunile au fost oprite temporar după 30 de ani de funcționare, sistemul de telecabină fiind repus în funcțiune în 1982. De la începutul operațiunilor în 1949 până la sfârșitul anului 1998, un total de 9.677.940 de pasageri s-au îmbarcat în stația Pec pod Sněžkou, iar 6.011.003 pasageri au fost transportați la stația Sněžka.
În iulie 2012, au demarat lucrările de construcție ale unui nou traseu de telecabină, care să înlocuiască vechiul telescaun. Noul sistem de transport este o telegondolă cu un singur cablu, fiecare dintre cele 34 de cabine oferind spațiu pentru patru persoane.
Ca și telescaunul, traseul telecabinei conține două secțiuni, prima între Pec pod Sněžkou (829 m) și Růžová hora (1.339 m), iar cea de-a doua până la Sněžka (1.588 m). Stațiile Růžová hora și Sněžka sunt construite pe amplasamentele fostului telescaun, însă stația de plecare din Pec pod Sněžkou a fost coborâtă cu aproximativ 60 de metri și, prin urmare, este mai aproape de oraș. Lungimea totală a traseului telecabinei este de 3.759 metri (1.747 m + 2.012 m), iar durata călătoriei este de aproximativ 15 minute (călătoria cu telescaunul dura aproximativ 25 de minute). Din motive de conservare a naturii, capacitatea maximă de transport a noii telecabine a rămas identică cu cea a telescaunului, 250 de persoane pe oră. Noua telecabină a început să funcționeze pe 21 decembrie 2013.
Pe partea poloneză, una dintre cele mai mari investiții întreprinse în zona Śnieżka a fost construcția unui sistem de transport pe cablu până la vârful de pe partea cehoslovacă, a cărui lungime totală este de 3.527 metri, cu o diferență de nivel de 704 metri între stațiile de capăt. Considerat cel mai vechi sistem de transport european de acest tip, investiția a inspirat proiectul unei telegondole peste Łomniczka, care, totuși, nu a fost implementat. La sfârșitul secolului al XIX-lea, a existat și un plan de construire a unei linii electrificate de cale ferată cu cremalieră până la vârf, dar contele von Schaffgotsch s-a opus, blocând orice inițiativă în acest sens.
În prezent, un sistem modernizat de transport pe cablu (telescaunul Zbyszek) dotat cu banchete de patru persoane, preia turiștii din orașul Karpacz și îi transportă până la vârful Kopa (1.377 m), în vecinătatea vârfului Śnieżka.

Sisteme de transport pe cablu dinspre Pec pod Sněžkou
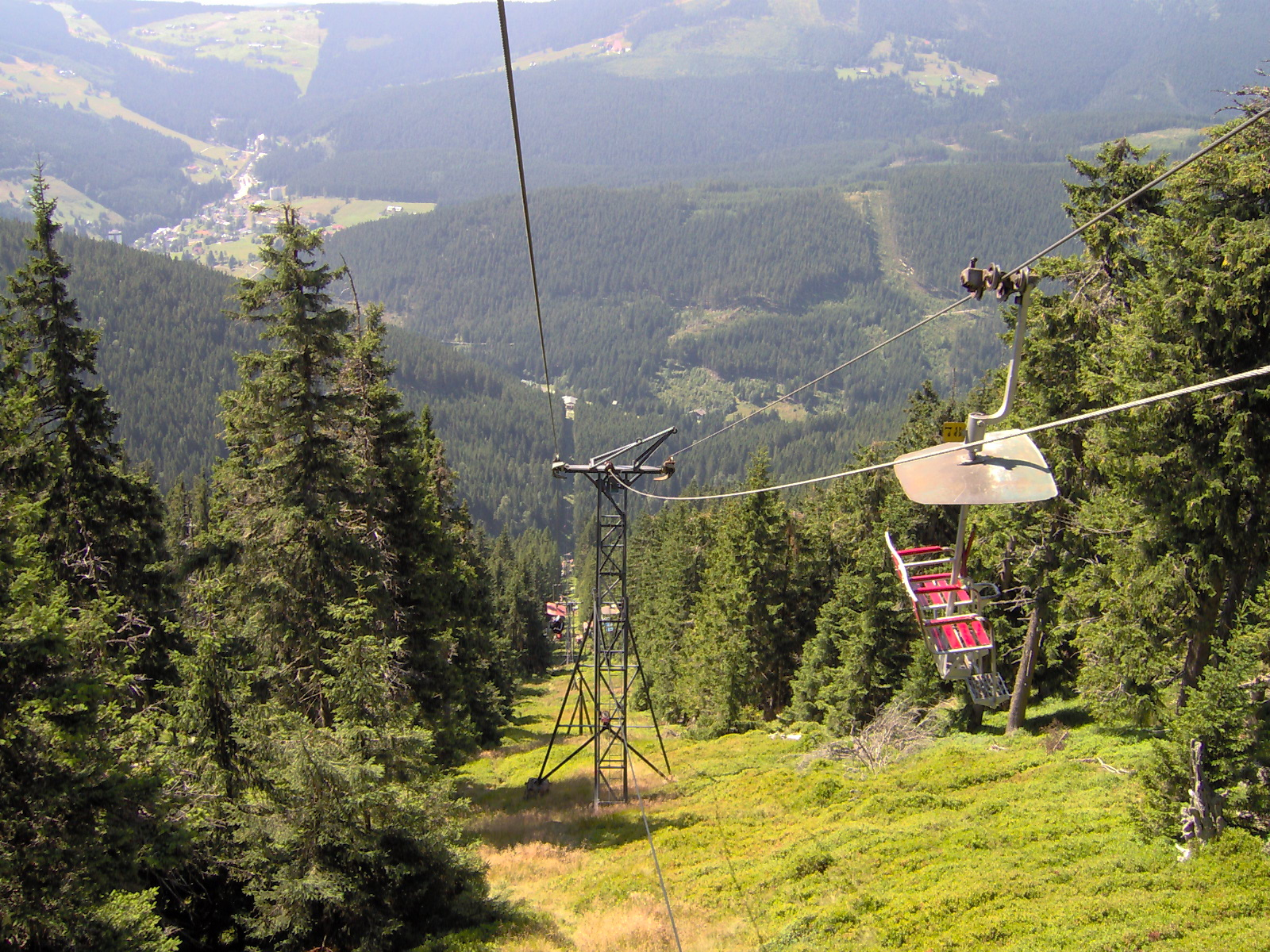
Traseul vechiului telescaun, 2008
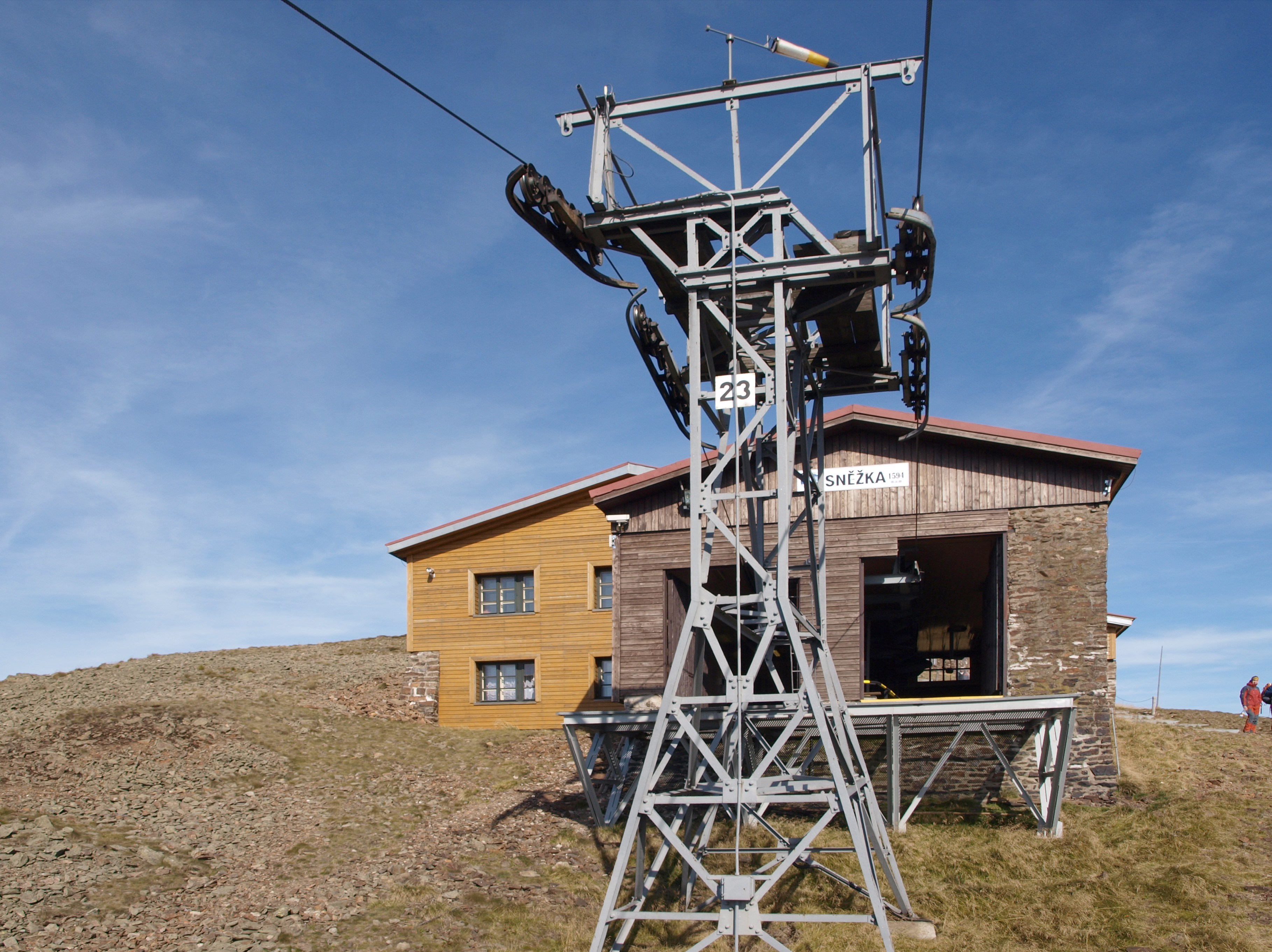
Stația terminus a vechiului telescaun, 2009
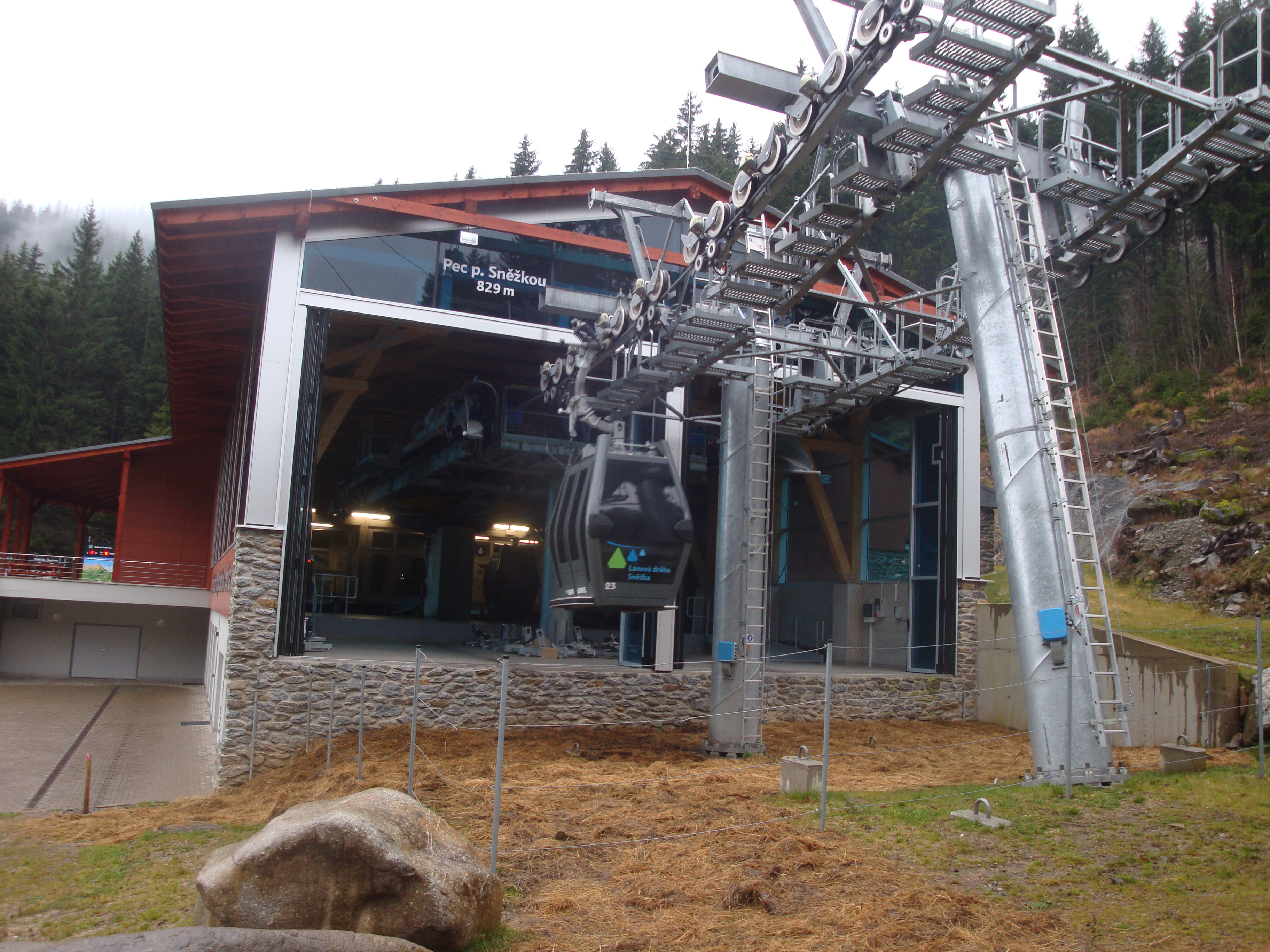
Stația de pornire a noii telecabine, 2014
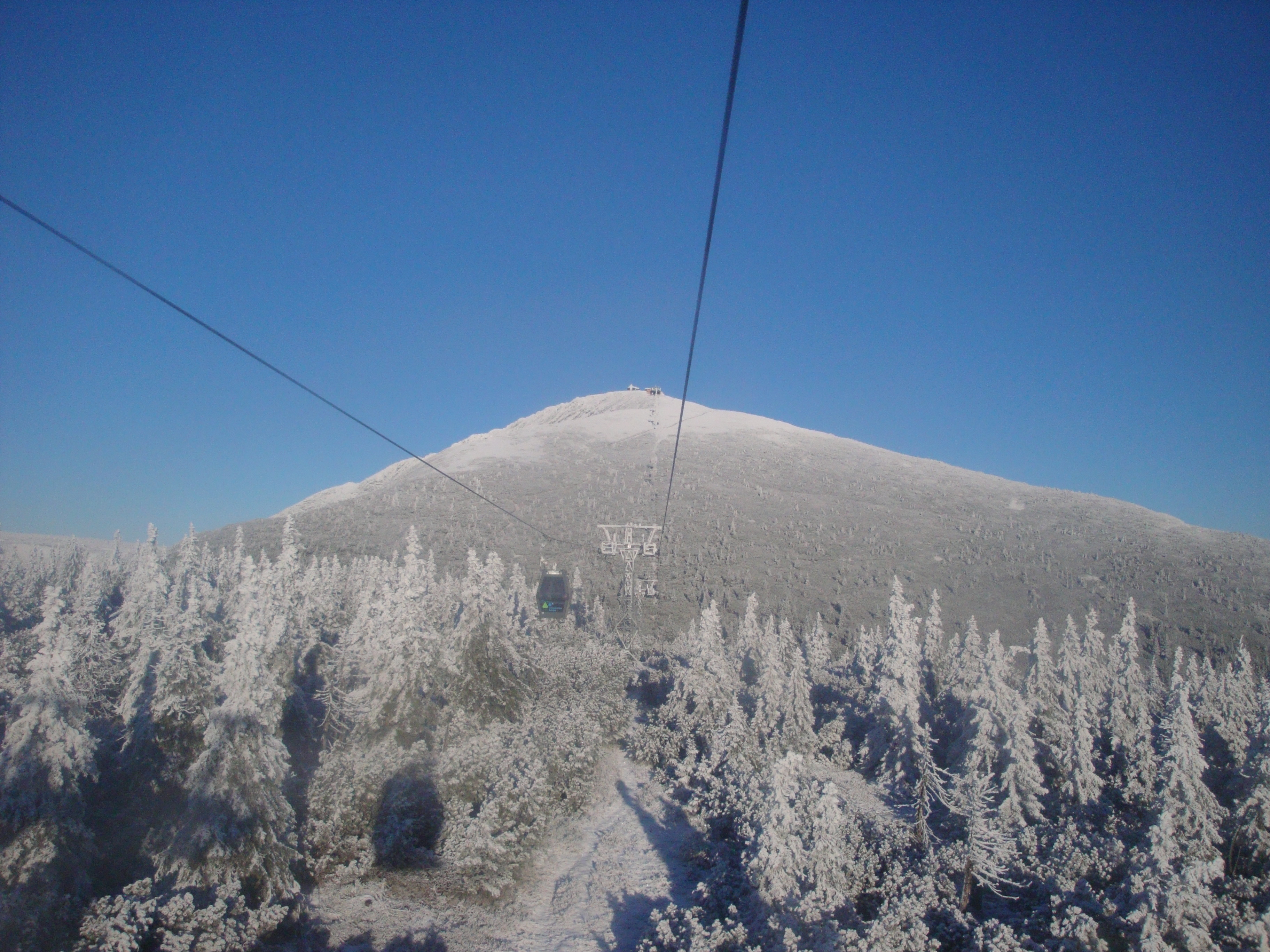
Traseul noii telecabine, 2014
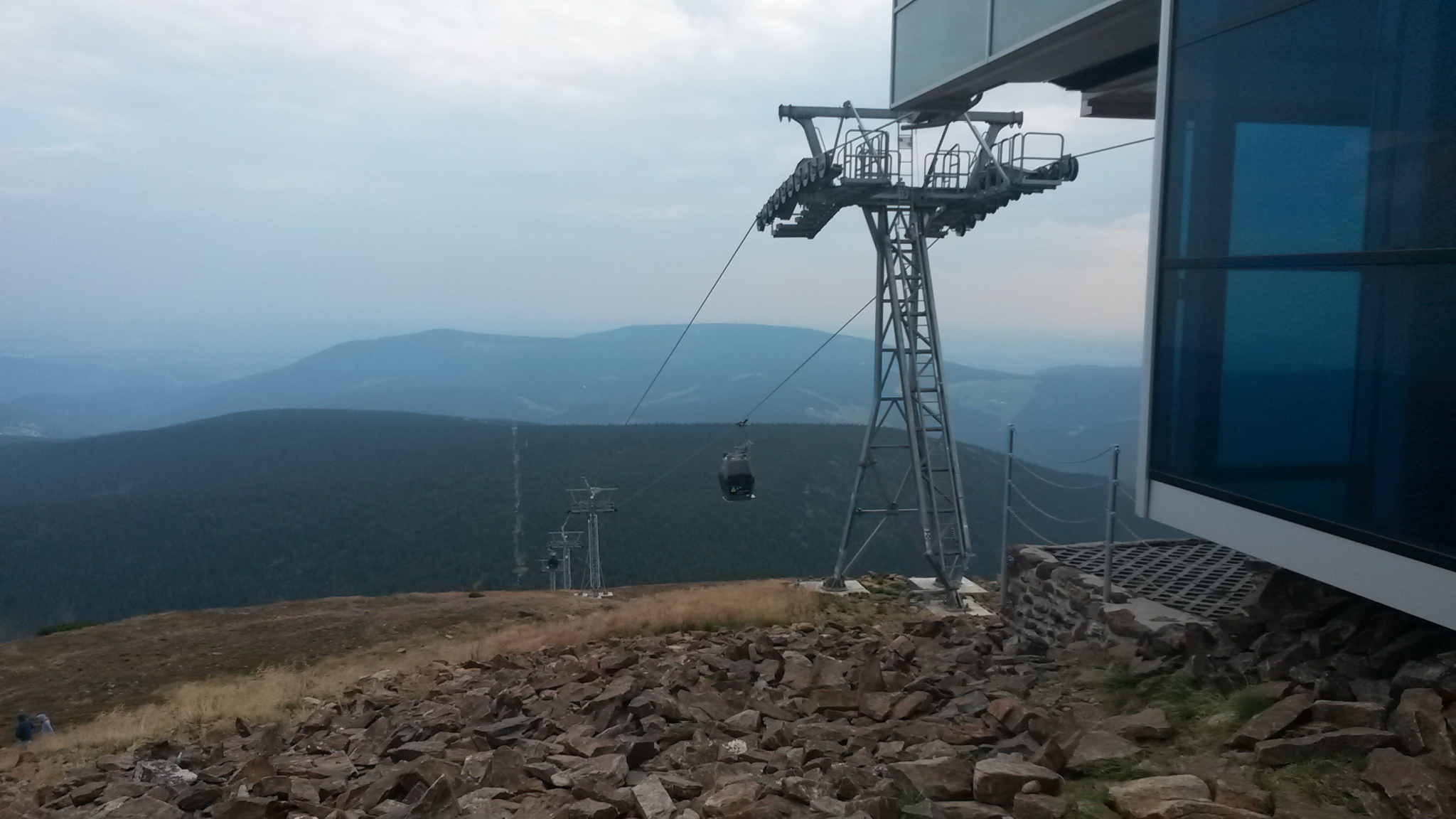
Stația terminus a noii telecabine, 2015

### Trasee montane

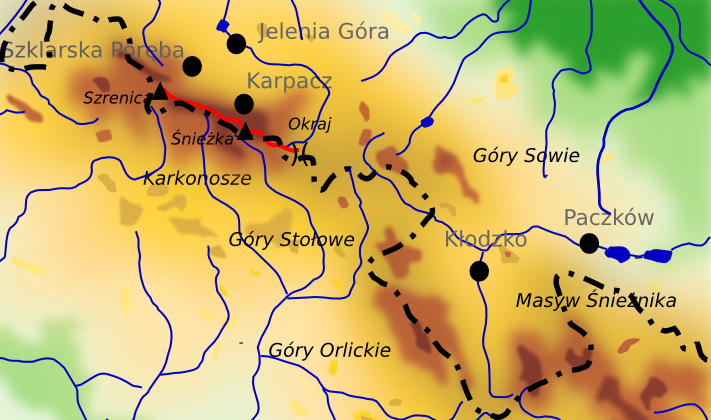
Traseul Prieteniei Polono-Cehă
Traseul Prieteniei Polono-Cehă (în cehă Cesta česko-polského přátelství, în poloneză Droga Przyjaźni Polsko-Czeskiej) este o rută publică de drumeție în Munții Karkonosze, desfășurându-se pe ambele părți ale graniței ceho-polone, de-a lungul crestei principale și traversând toate vârfurile acesteia. Traseul a fost deschis la 16 iunie 1961, ca urmare a tratatului polono-cehoslovac privind turismul și relațiile reciproce. 
În iulie 1978, a avut loc o întâlnire a dizidențiii polonezi și cehi pe ruta dintre Luční și Obří Bouda, la care au participat, printre alții Adam Michnik, Jacek Kuroń și Václav Havel. Odată cu punerea în aplicare a legii marțiale la 13 decembrie 1981, traseul a fost închis, fiind redeschis în 1984. În mod paradoxal, în ciuda prieteniei declarate, traseul a fost supus unor probleme formale: autoritățile cehoslovace au susținut că traseul încalcă teritoriul ceh cu 2 metri. Excursiile către vârful Sněžka erau posibile numai dacă turiștii erau însoțiți de un ghid aprobat de autoritățile locale (inclusiv de armată și miliție). Pe 17 martie 1990 a avut loc o întâlnire unică între Lech Wałęsa și Václav Havel la pasul Karkonosze, iar pe 10 august 2010, cu ocazia sărbătoririi Sfântului Laurențiu, președintele Republicii Polone, Bronisław Komorowski, a avut prima întâlnire cu președintele Republicii Cehe, Vaclav Klaus.
După dizolvarea Cehoslovaciei în 1993, reglementările au fost reduse considerabil, punctele de control au fost abandonate și au fost efectuate doar inspecții aleatorii la graniță. Odată cu introducerea Acordului Schengen în 2007, toate controalele la frontieră au fost eliminate. Cu toate acestea, orice persoană care trece frontiera trebuie să aibă asupra sa un act de identitate valabil (carte de identitate, pașaport).
Traseul începe cu ascensiunea pe vârful Szrenica (1.362 m, în cehă Jínonoš, în germană Reifträger) un vârf de munte din Polonia situat în partea de vest a munților Karkonosze, foarte aproape de granița polono-cehă, în Parcul Național Karkonosze) și se sfârșește în pasul Okraj (1.046 m), alăturându-se traseului principal din Sudeți, care se desfășoară între Świeradów-Zdrój și Prudnik. Lungimea Traseului Prieteniei Polono-Cehă este de cca. 30 de kilometri, iar nivelul de dificultate este moderat. Traseul se suprapune parțial cu traseele de schi, mergând spre est de-a lungul crestei principale până la Śnieżka, cel mai înalt vârf al lanțului montan Karkonosze.
Trasee de drumeție
Dinspre partea poloneză, orașul Karpacz este punctul principal de pornire al traseelor turistice către Śnieżka:
- cu telecabina până la vârful Kopa — lungime: 2,3 km, diferență de nivel: 247 m, durată: 1h. Ruta: Kopa – adăpostul Dom Śląski (20', 1,2 km) – Śnieżka (40', 1,1 km),
- via adăpostul Dom Śląski — lungime: 10,2 km, diferență de nivel: 831 m, durată: 3h50'. Ruta: Karpacz, Świątynia Wang – Polana (50', 2,1 km) – Pielgrzymy (30', 1,2 km) – Słonecznik (40', 1,2 km) – Spalona Strażnica (50', 3 km) – adăpostul Dom Śląski (25', 1,7 km) – Śnieżka (40', 1,1 km),
- via adăpostul Samotnia — lungime: 9 km, diferență de nivel: 796 m, durată: 3h30'. Ruta: Karpacz, Świątynia Wang – Polana (50', 2,1 km) – adăpostul Samotnia (1h 30', 4,2 km) – adăpostul PTTK Strzecha Akademicka (15', 0,6 km) – Spalona Strażnica (40', 1,6 km) – adăpostul Dom Śląski (28', 1,7 km) – Śnieżka (40', 1,1 km),
- prin Valea Pląsawa până la Słonecznik — lungime: 10 km, diferență de nivel: 913 m, durată: 4h. Ruta: Karpacz, Rozdroże Łomnickie – Polana w Karkonoszach (55', 2 km) – Słonecznik (1h10', 2,2 km) – Spalona Strażnica (50', 3 km) – adăpostul Dom Śląski (25', 1,7 km) – Śnieżka (40', 1,1 km),
- prin Kocioł Łomniczki — lungime: 6,6 km, diferență de nivel: 793 m, durată: 3h. Ruta: Karpacz, Orlinek – adăpostul PTTK Nad Łomniczką (1h10', 3,3 km) – adăpostul Dom Śląski (1h10', 2,2 km) – Śnieżka (40', 1,1 km),
- prin Pasul Bufniței (Sowią Przełęcz) — lungime: 15,2 km, diferență de nivel: 1.083 m, durată: 5h40'. Ruta: Karpacz, Łomniczka – adăpostul PTTK Nad Łomniczką (1h30', 3,5 km) – adăpostul Dom Śląski (1h10', 2,2 km) – Śnieżka (40', 1,1 km) – Jelenka (55', 3,2 km) – Sowia Przełęcz (12', 0,8 km) – Karpacz, Łomniczka (1h10', 4,4 km),
- de la Pasul Okraj (Przełęczy Okraj) prin Skalny Stół — lungime: 8 km, diferență de nivel: 721 m, durată: 3h15'. Ruta: pasul Okraj – Skalny Stół (1h15', 2,9 km) – Sowia Przełęcz (15', 1 km) – Jelenka (25', 0,8 km) – Śnieżka (1h20', 3,2 km).

Dinspre partea cehă, punctul principal de pornire este comuna Pec pod Sněžkou:
- cu telecabina până pe vârf — lungime: 3.759 m, diferență de nivel: 760 m, durată: 15',
- via Růžohorky și adăpostul Dom Śląski — lungime: 14 km, diferență de nivel: 902 m, durată: 5h. Ruta: Pec pod Sněžkou – Růžohorky (1h35', 2,9 km) – Śnieżka (1h25', 3,2 km) – adăpostul Dom Śląski (30', 1,8 km) – Pec pod Sněžkou (1h35', 6,1 km).

Alte trasee de drumeție pe partea cehă sunt:
- traseul roșu, prin Valea Łomniczki — lungime: 6,7 km, diferență de nivel: 810 m, durată: 5h30',
- traseul negru, de la stația inferioară a telescaunului spre Kopa - lungime: 5,9 km, diferență de nivel: 820 m, durată: 3h30',
- de la Velká Úpa, traseul galben urcă spre creastă, intersectează traseul telecabinei dinspre Růzová hora și continuă în direcția vârfului,
- de la Peca pod Sněžkou, traseul turistic albastru trece prin Obří důl până la Obří sedlo, unde atinge creasta principală Krkonoše la cabana poloneză Slezský dům. Acest drum este închis iarna din cauza pericolului de producere a avalanșelor,
- / ;  de la Špindlerova Mlýna, spre Luční boudě, fie urmând traseul albastru de-a lungul Bílého Labe, fie urmând traseul roșu prin Kozí hřbety. Ambele rute către Luční boudě pot fi expuse riscului de avalanșă în timpul iernii. De asemenea, se poate continua pe traseul albastru prin Úpské rašeliniště până la Obřího sedla și apoi spre vârf de-a lungul crestei de nord-vest,
- de la Slezského sedla, traseul marcat cu roșu („Traseul Prieteniei Ceho-Polone”) urmează creasta principală Krkonoše, în cea mai mare parte pe teritoriul polonez, până la Obří sedlo și apoi spre vârf de-a lungul crestei de nord-vest asigurată de o balustradă cu lanț,
- // trei variante de traseu duc de la Karpacz la Obří sedlo prin valea râului Plasawa (marcajul albastru), valea râului Lomnica (marcajul galben) și valea Zlatého potok (marcajul negru). Toate trei se reunesc la Obřím sedle. Ruta de-a lungul Zlaté potok este amenințată iarna de avalanșe masive,
- ;  de la Wilcza Poreba, traseul galben urcă abrupt de-a lungul pârâului Lomnička, la cabana Nad Lomniczka se leagă de ruta roșie dinspre Karpacz și duce la Obří sedlo. Iarna, drumul este închis din cauza pericolului de avalanșă,
- de la Malá Úpa, Traseul Prieteniei Ceho-Polone, marcat cu roșu, duce de la Pomezních bud prin Soví sedlo și Svorová hora până pe vârful Sněžka. De asemenea, se poate ajunge la Soví sedlo din Pomezních bud urmând ruta albastră de-a lungul Lesním hřebeni, sau din Karpacz urmând ruta neagră. La Svorová hora se poate ajunge și urmând ruta galbenă via cabana turistică Jelenka.

Două trasee de promenadă duc de-a lungul versanților Sněžka. Pe partea cehă, o rută pietonală marcată cu verde pavată cu pietre mari traversează versantul de sud-est dintre Jelenko și intersecția Nad Růžovohorské sedlom. Pe partea poloneză, versantul nordic este străbătut de vechiul drum silezian pavat cu piatră cubică, folosit de vehiculele de teren în cazuri excepționale. Drumul silezian este închis iarna din cauza pericolului de avalanșe.

Trasee către Sněžka/Śnieżka
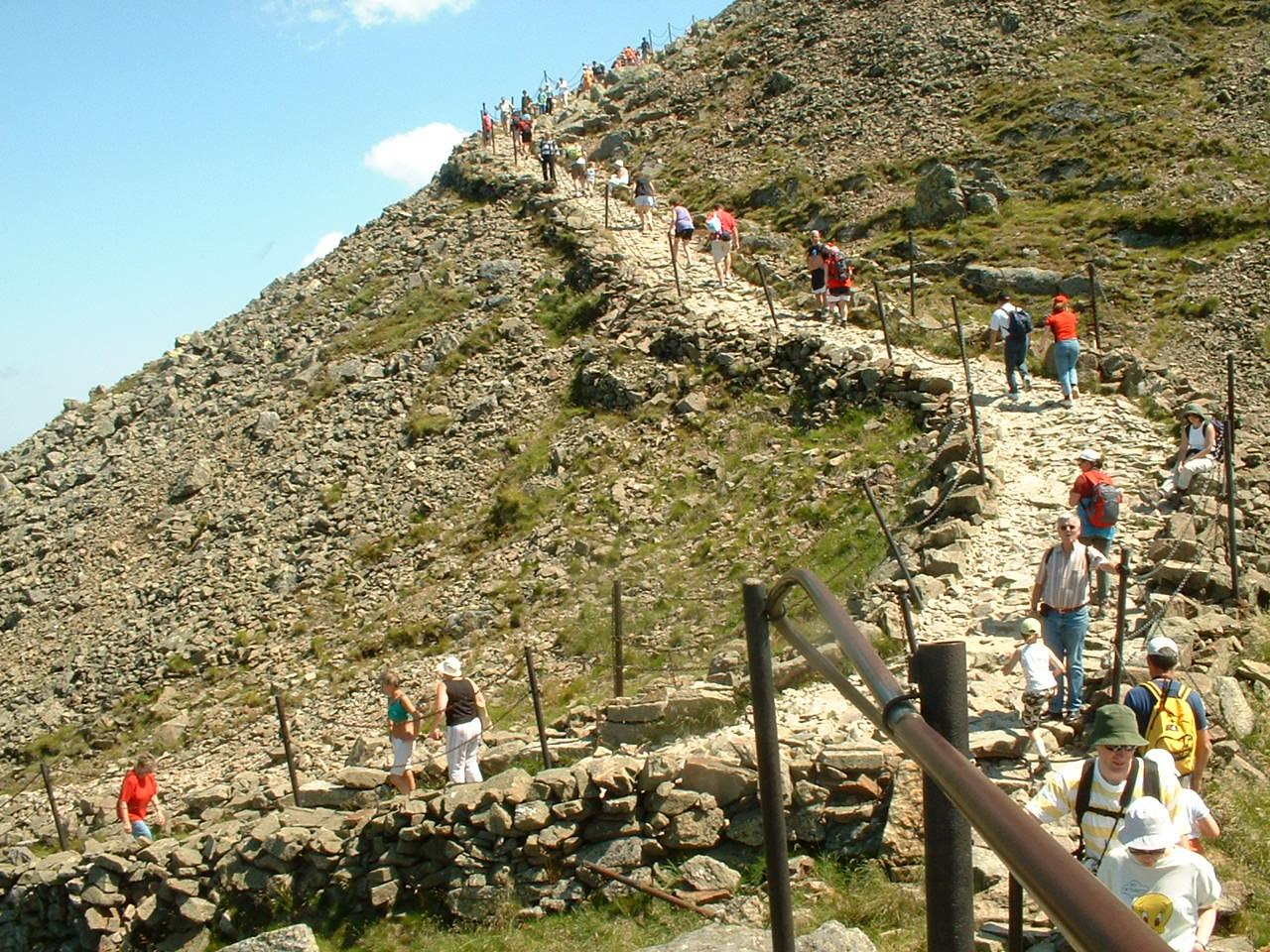
Secțiune a traseului către Śnieżka
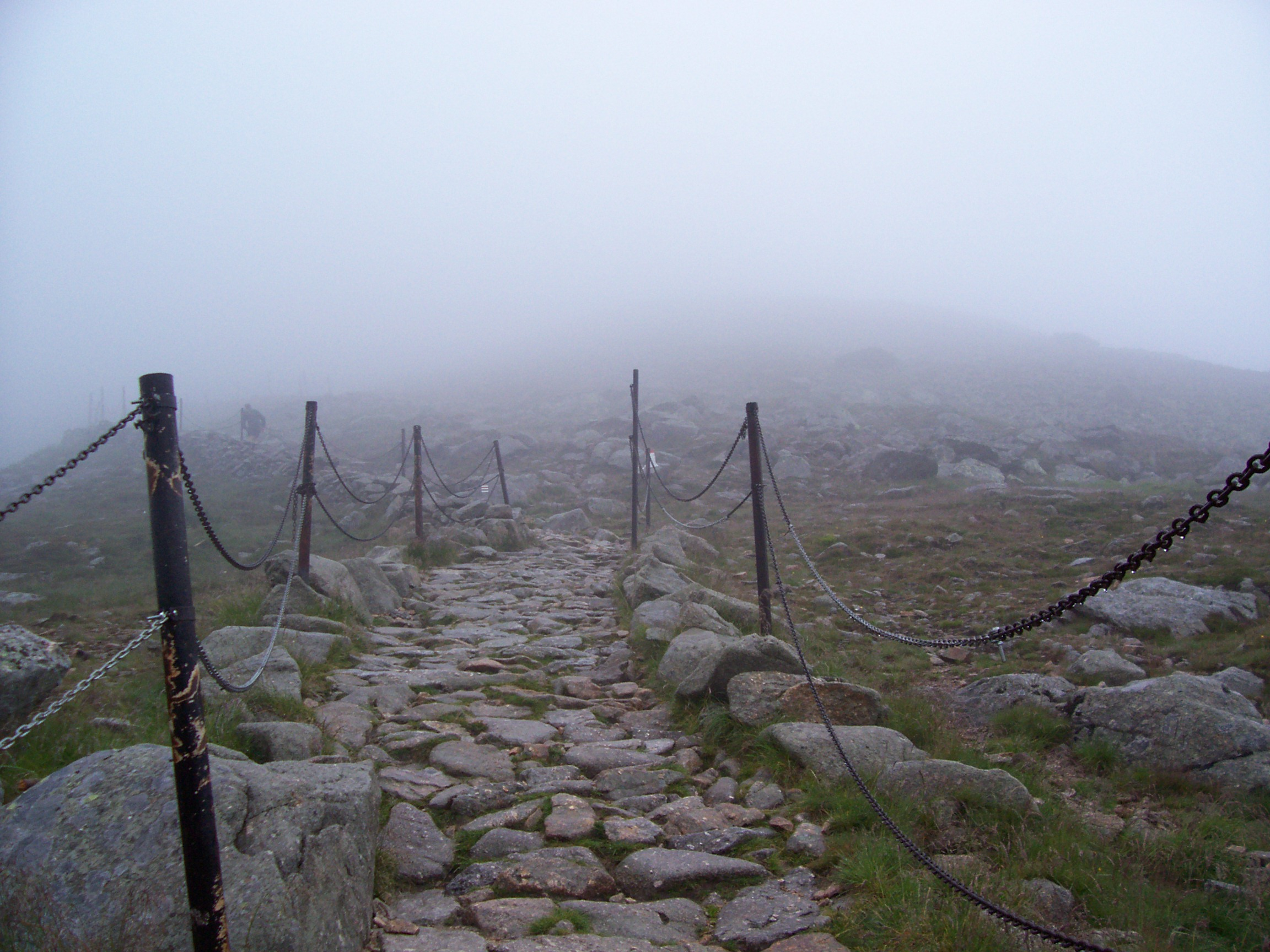
Secțiune a Traseului Prieteniei Ceho-Polone, 2008
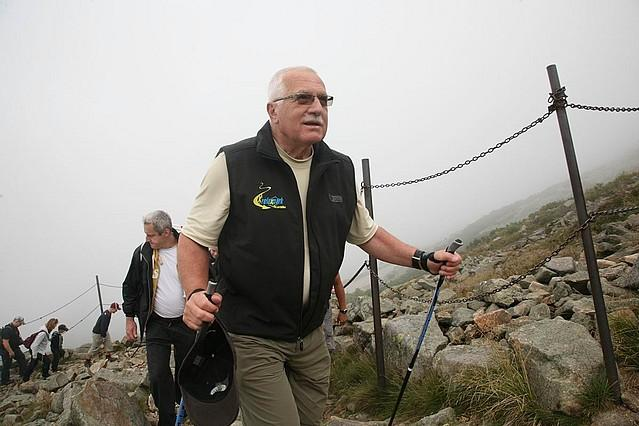
Președintele ceh Václav Klaus în drum spre Sněžka, 2010
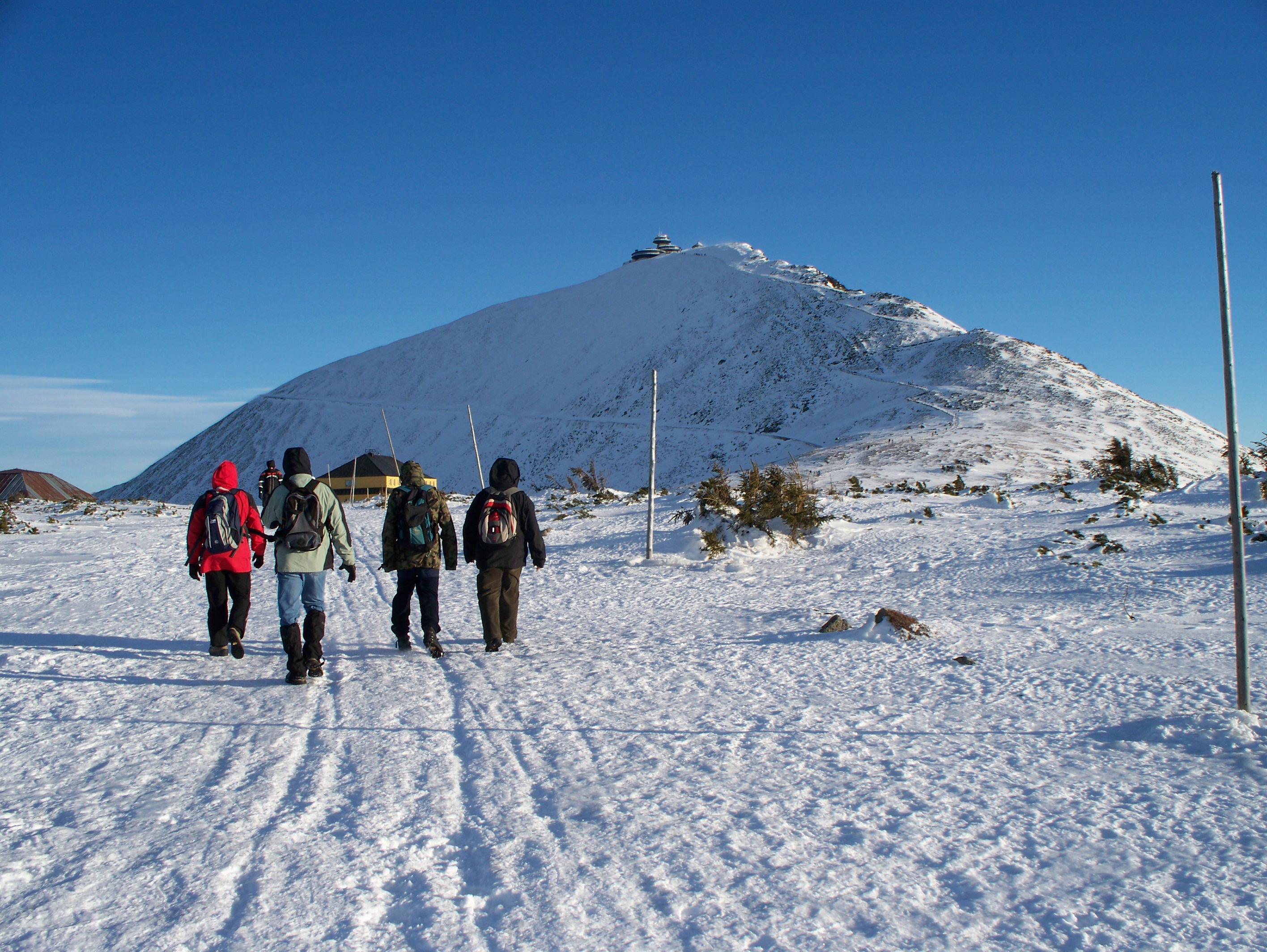
Traseu de iarnă dinspre Obřího dolu, 2007
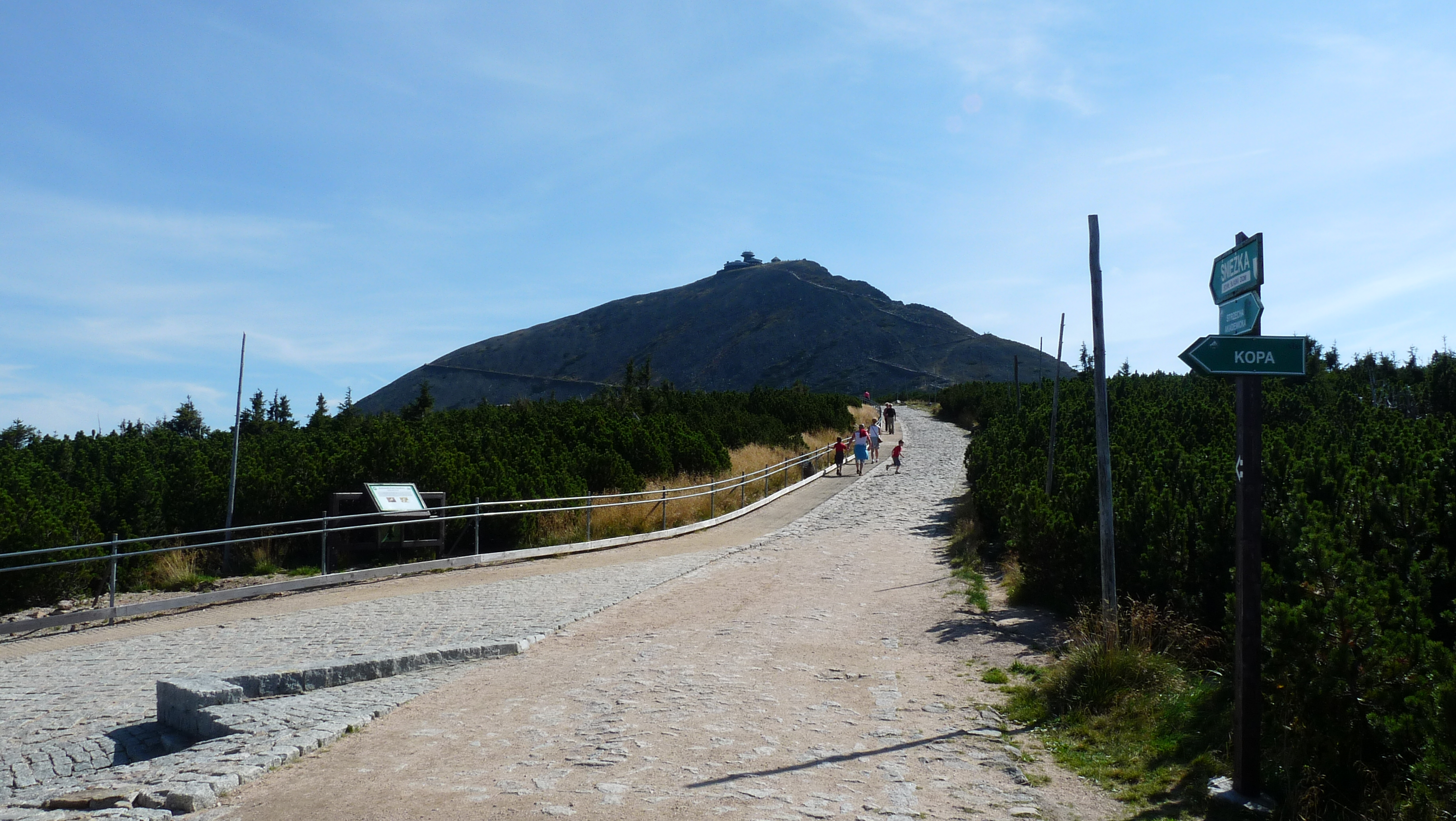
Traseul dinspre Karpacz, 2011
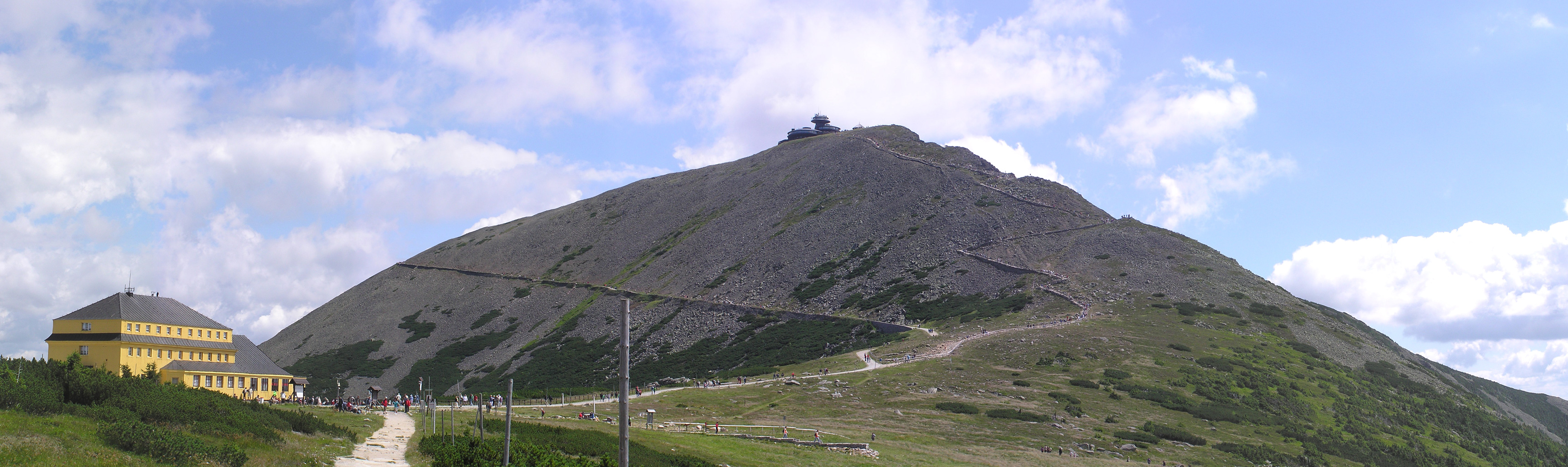
Traseul dinspre Obřího dolu, 2006

Trasee de schi fond
Sněžka este un loc tradițional pentru schiul turistic și extrem. În prezent, majoritatea traseelor de coborâre sunt închise din motive de protecție a naturii.
Se poate practica schi fond pe o pârtie lungă și sigură până la fostul punct de control la trecerea frontierei Pomezní Boudy, sau spre Růžová hora și Portášky. În prezent, coborârile de schi alpinism sunt posibile doar pe traseele marcate menționate, deoarece vârful Sněžka este situat în zona 1 KRNAP din rezervația naturală Krkonoše, prin urmare nu este permisă deplasarea în afara rutelor marcate. Traseele istorice (interzise astăzi) de coborâre duc de-a lungul părții sudice stâncoase până la Obřího dolu și mai departe la Peca pod Sněžkou. Se coboară spre Karpacz de-a lungul peretelui nordic, peste grohotișuri. Alte variante sunt posibile de la Obřího sedla spre nord și spre sud și de la Růžovohorského sedla spre vest.

### Hărți și ghiduri
- cs  „Sněžka” (Hartă). mapy.cz. Accesat în 16 martie 2024.
- cs  Karkonosze: mapa turystyczna: skala 1:25 000 [Karkonosze: harta turistică: scara 1:25.000]. Jelenia Góra: Wydawnictwo Turystyczne Plan. ISBN 83-88049-26-7.
- cs  Krkonoše-východ. turistická a lyžařská mapa 1:25 000 [Krkonoše-est. Harta turistică și de schi 1:25.000] (ed. 2). Praga: Klub českých turistů Nakladatelství ROSY. 1996. ISBN 80-85510-29-4.